# Кіностудія імені Олександра Довженка
Націона́льна кіносту́дія худо́жніх фі́льмів і́мені Олекса́ндра Довже́нка — державна кіностудія в Києві.

## Історія

### 1928—1929рр.
1925 року Всеукраїнське фотокіноуправління (ВУФКУ) оголосило конкурс на проєкт кінофабрики. З 20 робіт обрали проєкт Валеріяна Рикова, в розробці якого взяли участь студенти старших курсів архітектурного факультету Київського художнього інституту. Після проведення конкурсу велике значення мав вибір місця. Спеціальна комісія в Києві оглянула три земельні ділянки. Найкращою та найзручнішою визнали територію поблизу Пушкінського парку, бо тут був водогін, каналізація і, найголовніше, можливість налагодити постачання на фабрику електроенергії. Досвід будування Київської кінофабрики пізніше використано при зведенні аналогічних підприємств у Москві та інших містах. План будівництва затверджено того самого року, а будування розпочалося навесні 1927 року. Воно велося за німецьким зразком на 40-гектарному вигоні з центральним павільйоном (110 на 40 метрів; 3600 квадратних метрів корисної площі), де можна було одночасно знімати 24 ігрові й 12 інших фільмів при силі 13 тисяч ампер постійного й 6 тисяч змінного струму. Ця кінофабрика, на той час, була найбільшою кіностудією в СРСР і забезпечувала близько половини радянського кіновиробництва.
Першим фільмом кіностудії став «Ванька та „Месник“» режисера Акселя Лундіна та оператора А. Майнса. Це стрічка для дітей, задумана Лундіним на манер «Червоних дияволят» Івана Перестіані, про пастуха, що викрав секретні документи у ворога та рятується від карального загону завдяки червоним. Зйомки стартували 12 жовтня 1927 року і йшли вночі, бо вдень закінчувалося будівництво павільйонів. На екрани «Ванька і Месник» вийшов у 1928 році. Того ж року знято дві короткометражні художньо-документальні стрічки — «Ясла» М. Кауфмана та «Одинадцятий» Д. Вертова.
З початком зйомок перших фільмів студія зажила повноцінним, бурхливим творчим життям. На кіностудію прийшли талановиті, вже досвідчені майстри екрану: режисери — Олександр Довженко, Арнольд Кордюм, Павло Долина, Леонід Луков, Іван Кавалерідзе, Фавст Лопатинський, Ігор Савченко; оператори — Данило Демуцький, Юрій Єкельчик, Микола Топчій, Йозеф Рона, І. Шеккер, Олексій Панкратьєв; літератори — Микола Бажан, Олександр Корнійчук, Гордій Брасюк, В. Охріменко. Це одразу ж позначилося на кількості і якості творів та на розмаїтті жанрів. У 1929 році було вже знято 10 фільмів, серед яких: історико-революційний «Джальма», дитячі «Немає перешкод» і «Сам собі Робінзон», перша екранізація твору Володимира Винниченка «Пригоди полтиника», кінонарис «Комсомолія», кіноплакат «Село Веселе», сатиричний фільм «Шкурник», неігровий художній фільм «Людина з кіноапаратом» Дзиґи Вертова (оператор Михайло Кауфман), котрий названо серед 12 найкращих документальних фільмів усіх часів на XIII МКФ у Мангеймі, 1964 рік.

### 1930—1955рр.
13 лютого 1930 року Раднарком СРСР ухвалив постанову «Об образовании общесоюзного объединения по кинофотопромышленности». З її виходом ВУФКУ, підпорядковане до того часу Наркомосу УСРР, уже в новій якості — як Державний український трест кінопромисловості «Українфільм» — з усіма своїми активами і пасивами перейшло до складу також новоутвореного центру — Державного всесоюзного кінофотооб'єднання «Союзкіно». Відбулося перепідпорядкування вітчизняної кінематографії центру (шляхом вилучення її зі складу республіканського Наркомосу), що значною мірою послаблювало її зв'язок з національною культурою. Кінематографія ставала заручником центру, слугувала поширенню серед широких мас відповідної ідеології. За допомогою адміністративних і фінансових важелів «Союзкіно» значною мірою впливало і на кіноосвітні процеси в Україні, причому негативно. Київська кінофабрика теж зазнала негативного впливу такої ситуації, кіновиробництво почало падати. Та усе-ж 1930-ті роки для Київської кінофабрики — були роками становлення. Майстри освоювали звук, який значно розширював можливості кіно, бо зміцнював його зв'язки з літературою, театром і музикою. Першим звуковим фільмом, відзнятим на кінофабриці, став фільм Дзиги Вертова «Симфонія Донбасу» (1931).
У цей же період з'явився в кіно колір. Першою кольоровою стрічкою кіностудії став «Сорочинський ярмарок» Миколи Екка (оператори Микола Кульчицький і Григорій Александров) у 1939 році. Кіно цього часу було найулюбленішим і найдоступнішим для народу видом мистецтва. Особливо це стосувалося фільмів, присвячених радянській сучасності: «Контакт» Євгена Косухіна (1930), «Секрет рапіда» Павла Долини (1930), «Останній каталь» Лазаря Френкеля (1931), «Італійка» (1931) та «Велике життя» (1939) Леоніда Лукова, «Трактористи» Івана Пир'єва (1939), «Суворий юнак» (1936) та «Вітер зі ходу» (1941) Абрама Роома, «Гегемон» Миколи Шпиковського (1930) та ін.
У цей період на кіностудії працювало багато майстрів і в області мультиплікації, наприклад, Сергій Пилипович Конончук. У 1931 році він працює художником-мультиплікатором на Київській кінофабриці «Українфільм» (нині кіностудія імені О. Довженка), де разом з художниками І. Клебановим та Л. Крюковим бере участь у створенні мультфільму «Тук-тук та його приятель Жук» (1935) та у постановці фільму «Зарозуміле курча» (1938).
У жовтні 1941 року студія евакуюється до Ташкента, де продовжуватиме свою діяльність до визволення Києва. Під час німецької окупації Києва приміщення студії використовується як виробнича база для створення пропагандистських стрічок товариством «Україне-фільм».

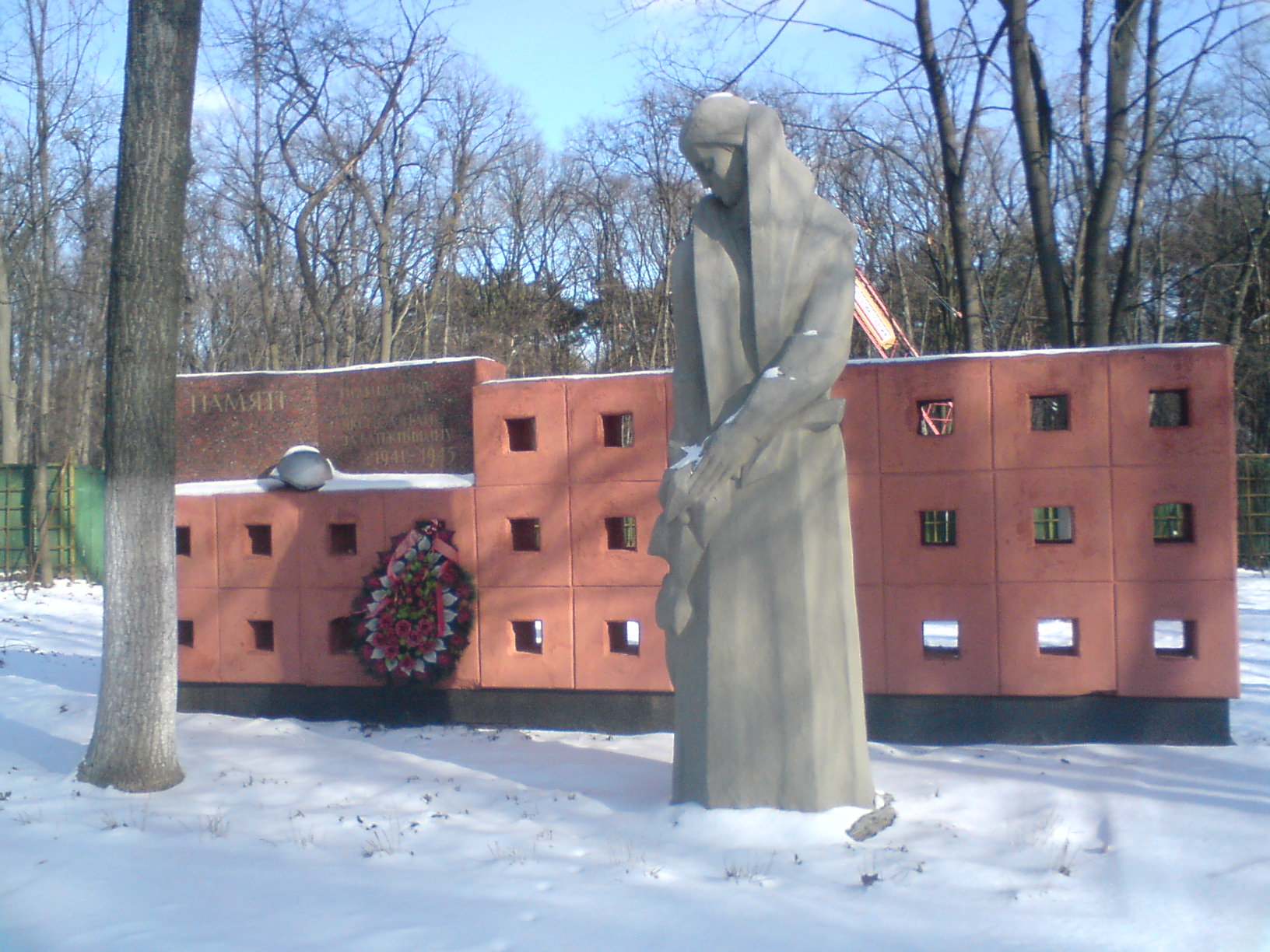
Монумент робітникам кіностудії, які загинули під час війни 1941—1945 років

Монумент Олександру Довженку

З 1951 року художником по костюмах та художником-постановником кіностудії ім. О. П. Довженка була Галина Нестеровська.
1953 року відбулася прем'єра екранізації «Запорожця за Дунаєм». Режисер-постановник Василь Лапокниш, літературна обробка Максима Рильського, головний оператор Олексій Мішурін, художник Михайло Юферов. У ролях: Іван Паторжинський, Марія Литвиненко-Вольгемут.

### 1956—1991рр.
Протягом цього періоду на студії відзнято художні фільми:
- 1958 — «Сашко» (режисер Євгеній Брюнчугін).
- 1958 — «Перший парубок» (режисер Сергій Параджанов).
- 1960 — «Вдали от родины» (режисер Олексій Швачко).
- 1964 — «Тіні забутих предків» (режисер Сергій Параджанов).
- 1970 — «Білий птах з чорною ознакою» (режисер Юрій Іллєнко). Фільм отримав першу премію VII Московського міжнародного кінофестивалю, а також творці фільму у 1972 році стали лауреатами відбіркової премії «Срібні сирени» міжнародного кінофестивалю в Соренто (Італія).

З 1987 року на студії дії ТО «Дебют», яке спеціалізувалося на перших фільмах режисерів. Його керівниками були Олександр Ітигілов (до 1990 року) та Артур Войтецький (після 1990 року).

### Після 1991 року
Національна кіностудія художніх фільмів імені О. Довженка — це сучасне кінопідприємство, здатне вирішити найскладніші завдання при зйомках фільмів різної постановочної складності та будь-яких жанрів.
На кіностудії працюють понад 300 режисерів, операторів, художників, художників-декораторів, художників-гримерів, звукооператорів високої професійної кваліфікації.
При кіностудії функціонує Театр кіноактора, в штаті якого до 90 акторів різного віку. Багато з них мають чудові вокальні дані, володіють різними музичними інструментами.
Займаючи площу більш як 17,5 га, кіностудія має чотири знімальні павільйони. Один з них, площею 2520 м², є найбільшим у Європі. Павільйон розрахований на одночасну роботу в ньому десяти знімальних груп. Ще три павільйони мають площу 775 м² кожний. В павільйонах обладнані три басейни. Є і натурний басейн, оснащений системою хвилеутворення, який дає змогу, не виїжджаючи на море, знімати морські баталії, корабельні аварії, проводити підводні зйомки, комбіновані та прямі зйомки на воді.
Окрасою території кіностудії є невеличке природне озеро, розташоване біля натурного басейну, і славнозвісний Довженківський сад, що займає понад один гектар площі.
Кіностудія має вітчизняну та зарубіжну знімальну техніку, трюк-машину, оптичний друк, повний комплект деревообробного устаткування, значну колекцію костюмів, п'ять тонательє, оснащених сучасним звукотехнічним обладнанням, арсенал вітчизняної та зарубіжної зброї, легковий та вантажний транспорт та інші, необхідні для кіновиробництва засоби і пристосування.
Основні виробничі цехи кіностудії оснащені й укомплектовані необхідною технікою, яку обслуговує висококваліфікований персонал.
Національна кіностудія імені О. Довженка являє собою підприємство з повним комплексним технологічним циклом. Разом із зйомками власних фільмів кіностудія надає послуги іншим кіно- та телекомпаніям у роботі над виробництвом їх продукції, належить до виробників національних фільмів в Україні, затверджених постановою кабінету Міністрів України від 26 січня 2011 р. № 48.

## Керівники кіностудії
- Павло Нечеса (1928—1929)
- Григорій Радченко (1929—1930)
- Алейніков Д.В. (1930)
- Стрункий В.Г. (1930)
- Петро Косячний (1930—1931)
- Соломон Орелович (1931—1933)
- Павло Нечеса (1933—1937)
- Соломон Орелович (1937)
- Семенов (1937—1938)
- Залман Іцков (1938—1940)
- П. Юрко (1940—1941)
- Олександр Горський (1943—1951)
- Семен Пономаренко (1951—195.)
- Василь Цвіркунов (1962—1973)
- Альберт Путінцев (1973—1985)
- Микола Мащенко (1989—2004)
- Віктор Приходько (2004—2005)
- Сергій Слєпак (2005)
- Ігор Ставчанський (2005—2014)
- Олесь Янчук (2014―2024)
- Дончик Андрій Віталійович (з 9.05.2024)[2]

Керівники Київської кіностудії ім. О. Довженка різних років
Король Рената Степанівна (1955–1956);
Буряк Борис Спиридонович (1958–1961);
Зарудний Микола Якович (1961–1964);
Сизоненко Олександр Олександрович (1964–1967);
Кудієвський Костянтин Гнатович (1967–1969);
Бедзик Юрій Дмитрович (1969–1972);
Ковтун Володимир Гаврилович (1975);
Краслянський Анатолій Андрійович (1976–1979)

## Фільми

### 1928—1929
| Назва                                              | Режисер                   | Рік  | Назва кіностудії           |
| -------------------------------------------------- | ------------------------- | ---- | -------------------------- |
| «Ванька та „Месник“»                               | Аксель Лундін             | 1928 | Київська кінофабрика ВУФКУ |
| Джальма                                            | Арнольд Кордюм            | 1928 | Київська кінофабрика ВУФКУ |
| Казка про Білку-хазяєчку та Мишу-лиходієчку        | В'ячеслав Левандовський   | 1928 | Київська кінофабрика ВУФКУ |
| Одинадцятий                                        | Дзиґа Вертов              | 1928 | Київська кінофабрика ВУФКУ |
| Ясла                                               | Міхаіл Кауфман            | 1928 | Київська кінофабрика ВУФКУ |
| Газетярі                                           | Костянтин Болотов         | 1929 | Київська кінофабрика ВУФКУ |
| Долина див                                         | Ян Печорін                | 1929 | Київська кінофабрика ВУФКУ |
| Комсомолія                                         | Ян Печорін                | 1929 | Київська кінофабрика ВУФКУ |
| Людина з кіноапаратом                              | Дзиґа Вертов              | 1929 | Київська кінофабрика ВУФКУ |
| Мрії, мої мрії                                     | Семен Власенко            | 1929 | Київська кінофабрика ВУФКУ |
| Навесні                                            | Міхаіл Кауфман            | 1929 | Київська кінофабрика ВУФКУ |
| Немає перешкод                                     | Євген Косухін             | 1929 | Київська кінофабрика ВУФКУ |
| Сам собі Робінзон                                  | Лазар Френкель            | 1929 | Київська кінофабрика ВУФКУ |
| Село Веселе                                        | Григорій Гричер-Чериковер | 1929 | Київська кінофабрика ВУФКУ |
| Шкідник                                            | Констянтин Болотов        | 1929 | Київська кінофабрика ВУФКУ |
| Шкурник                                            | Микола Шпиковський        | 1929 | Київська кінофабрика ВУФКУ |
| Як це було                                         | Леонід Могилевський       | 1929 | Київська кінофабрика ВУФКУ |
| Документи епохи                                    | Леонід Могилевський       | 1929 | Київська кінофабрика ВУФКУ |
| Право на жінку / Студентка / Делегатка / Моя жінка | Олексій Каплер            | 1929 | Київська кінофабрика ВУФКУ |

### 1930—1955
| Назва                                            | Режисер                                       | Рік  | Назва кіностудії                                           |
| ------------------------------------------------ | --------------------------------------------- | ---- | ---------------------------------------------------------- |
| Вітер з порогів                                  | Арнольд Кордюм                                | 1930 | Київська кінофабрика «Українфільм»                         |
| Вовчі стежки                                     | Лука Ляшенко                                  | 1930 | Київська кінофабрика «Українфільм»                         |
| Ентузіазм. Симфонія Донбаса                      | Дзиґа Вертов                                  | 1930 | Київська кінофабрика «Українфільм»                         |
| Життя в руках                                    | Давид Мар'ян                                  | 1930 | Київська кінофабрика «Українфільм»                         |
| Земля                                            | Олександр Довженко                            | 1930 | Київська кінофабрика «Українфільм»                         |
| Зерно                                            | Лазар Бодик                                   | 1930 | Київська кінофабрика «Українфільм»                         |
| Квартали передмістя                              | Григорій Гричер-Чериковер                     | 1930 | Київська кінофабрика «Українфільм»                         |
| Колективістська весна                            | Ян Печорін                                    | 1930 | Київська кінофабрика «Українфільм»                         |
| Контакт                                          | Євген Косухін                                 | 1930 | Київська кінофабрика «Українфільм»                         |
| Мірабо                                           | Арнольд Кордюм                                | 1930 | Київська кінофабрика «Українфільм»                         |
| Не затримуйте рух                                | Павло Коломойцев                              | 1930 | Київська кінофабрика «Українфільм»                         |
| Свій хлопець                                     | Лазар Френкель                                | 1930 | Київська кінофабрика «Українфільм»                         |
| Секрет рапіду                                    | Павло Долина                                  | 1930 | Київська кінофабрика «Українфільм»                         |
| Трансбалт                                        | Мирон Білинський                              | 1930 | Київська кінофабрика «Українфільм»                         |
| Хліб                                             | Микола Шпиковський                            | 1930 | Київська кінофабрика ВУФКУ                                 |
| Чорні дні                                        | Павло Долина                                  | 1930 | Київська кінофабрика «Українфільм»                         |
| Шашель                                           | Констянтин Болотов                            | 1930 | Київська кінофабрика «Українфільм»                         |
| Батьківщина моя — комсомол                       | Леонід Луков                                  | 1931 | Київська кінофабрика «Українфільм»                         |
| Вогні Бессемера                                  | Павло Коломойцев, Євген Косухін               | 1931 | Київська кінофабрика «Українфільм»                         |
| Вогні над берегами                               | Олександр Соловйов                            | 1931 | Київська кінофабрика «Українфільм»                         |
| Генеральна репетиція                             | Мирон Білинський, Павло Коломойцев            | 193  | Київська кінофабрика «Українфільм»                         |
| Італійка                                         | Леонід Луков                                  | 1931 | Київська кінофабрика «Українфільм»                         |
| Кінець гнилого хвоста                            | Микола Савватєєв, Віталій Кучвальський        | 1931 | Київська кінофабрика «Українфільм»                         |
| Корінці комуни                                   | Леонід Луков                                  | 1931 | Київська кінофабрика «Українфільм»                         |
| Людина без футляра                               | Віра Строєва                                  | 1931 | Київська кінофабрика «Українфільм»                         |
| Музолімпіада                                     | Йосиф Мурін                                   | 1931 | Київська кінофабрика «Українфільм»                         |
| Небувалий похід                                  | Михаїл Кауфман                                | 1931 | Київська кінофабрика «Українфільм»                         |
| Останній каталь                                  | Лазар Френкель                                | 1931 | Київська кінофабрика «Українфільм»                         |
| Перший рейс                                      | Григорій Гричер-Чериковер                     | 1931 | Київська кінофабрика «Українфільм»                         |
| Полум'я гір                                      | Арнольд Кордюм                                | 1931 | Київська кінофабрика «Українфільм»                         |
| Травень у Горлівці                               | Григорій Рошаль                               | 1931 | Київська кінофабрика «Українфільм»                         |
| Фата-моргана                                     | Борис Тягно                                   | 1931 | Київська кінофабрика «Українфільм»                         |
| Фронт                                            | Олександр Соловйов                            | 1931 | Київська кінофабрика «Українфільм»                         |
| Чатуй!                                           | Павло Долина                                  | 1931 | Київська кінофабрика «Українфільм»                         |
| Чорна шкіра                                      | Павло Коломойцев                              | 1931 | Київська кінофабрика «Українфільм»                         |
| Шахта 12-18                                      | Олексій Каплер                                | 1931 | Київська кінофабрика «Українфільм»                         |
| Боротьба триває                                  | Леонід Луков                                  | 1932 | Київська кінофабрика «Українфільм»                         |
| Висота №5                                        | Фавст Лопатинський                            | 1932 | Київська кінофабрика «Українфільм»                         |
| Ешелон № …                                       | Леонід Луков                                  | 1932 | Київська кінофабрика «Українфільм»                         |
| Остання ніч (Зона)                               | Михайло Капчинський                           | 1932 | Київська кінофабрика «Українфільм»                         |
| Іван                                             | Олександр Довженко                            | 1932 | Київська кінофабрика «Українфільм»                         |
| Марш шахтарів                                    | Йосиф Мурін                                   | 1932 | Київська кінофабрика «Українфільм»                         |
| Можливо завтра                                   | Дмитро Дальський, Людмила Сніжинська          | 1932 | Київська кінофабрика «Українфільм»                         |
| На варті                                         | Борис Павлов                                  | 1932 | Київська кінофабрика «Українфільм»                         |
| На заході зміни                                  | Мирон Білинський                              | 1932 | Київська кінофабрика «Українфільм»                         |
| На передових позиціях                            | Лука Ляшенко                                  | 1932 | Київська кінофабрика «Українфільм»                         |
| Негр із Шеридану                                 | Павло Коломойцев                              | 1932 | Київська кінофабрика «Українфільм»                         |
| Океан                                            | Олександр Ржешевський                         | 1932 | Київська кінофабрика «Українфільм»                         |
| Разом з батьками                                 | Лазар Френкель                                | 1932 | Київська кінофабрика «Українфільм»                         |
| Рік народження 1917-й                            | Лазар Бодик                                   | 1932 | Київська кінофабрика «Українфільм»                         |
| Свято Унірі                                      | Павло Долина                                  | 1932 | Київська кінофабрика «Українфільм»                         |
| Товариш С-555                                    | Леонід Луков                                  | 1932 | Київська кінофабрика «Українфільм»                         |
| Шлях вільний                                     | Ісак Животовський                             | 1932 | Київська кінофабрика «Українфільм»                         |
| Штормова ніч                                     | Йосиф Мурін                                   | 1932 | Київська кінофабрика «Українфільм»                         |
| Біла смерть                                      | Михайло Капчинський                           | 1933 | Київська кінофабрика «Українфільм»                         |
| Робітничо-колгоспна                              | Іван Софронов                                 | 1933 | Київська кінофабрика «Українфільм»                         |
| Роман міжгір'я                                   | Фавст Лопатинський, Павло Коломойцев          | 1933 | Київська кінофабрика «Українфільм»                         |
| Любов                                            | Олександр Гавронський, Ольга Улицька          | 1933 | Київська кінофабрика «Українфільм»                         |
| Степові пісні                                    | Яків Урінов                                   | 1933 | Київська кінофабрика «Українфільм»                         |
| Кришталевий палац                                | Григорій Гричер-Чериковер                     | 1934 | Київська кінофабрика «Українфільм»                         |
| Молодість                                        | Леонід Луков                                  | 1934 | Київська кінофабрика «Українфільм»                         |
| Останній порт                                    | Арнольд Кордюм                                | 1934 | Київська кінофабрика «Українфільм»                         |
| Мак цвіте                                        | Йосиф Мурін                                   | 1934 | Київська кінофабрика «Українфільм»                         |
| Моє                                              | Олександр Штрижак                             | 1934 | Київська кінофабрика «Українфільм»                         |
| Мурзилка в Африці                                | Євген Горбач, Семен Гуєцький                  | 1934 | Київська кінофабрика «Українфільм»                         |
| Соловей і троянда                                | Вадим Кодацький                               | 1934 | Київська кінофабрика, Київський кіноінститут «Українфільм» |
| Червона хустина                                  | Лазар Френкель                                | 1934 | Київська кінофабрика «Українфільм»                         |
| Щасливий фініш                                   | Павло Коломойцев                              | 1934 | Київська кінофабрика «Українфільм»                         |
| Аероград                                         | Олександр Довженко                            | 1935 | Мосфільм, Київська кінофабрика «Українфільм»               |
| Дивний сад                                       | Лазар Френкель                                | 1935 | Київська кінофабрика «Українфільм»                         |
| Іван Іванович                                    | Володимир Фейнберг                            | 1935 | Київська кінофабрика «Українфільм»                         |
| Інтриган                                         | Яків Урінов                                   | 1935 | Київська кінофабрика «Українфільм»                         |
| Немає коли                                       | Вадим Юнаковський                             | 1935 | Київська кінофабрика «Українфільм»                         |
| Пісні України                                    | Павло Коломойцев                              | 1935 | Київська кінофабрика «Українфільм»                         |
| Ревізор                                          | Михайло Каростін                              | 1935 | Київська кінофабрика «Українфільм»                         |
| Прометей                                         | Іван Кавалерідзе                              | 1936 | Київська кінофабрика «Українфільм»                         |
| Веснянка                                         | Віталій Кучвальський                          | 1936 | Київська кінофабрика «Українфільм»                         |
| Київ                                             | Борис Ляховський                              | 1936 | Київська кінофабрика «Українфільм»                         |
| Наталка Полтавка                                 | Іван Кавалерідзе                              | 1936 | Київська кінофабрика «Українфільм»                         |
| Справжній товариш                                | Лазар Бодик, Абрам Окунчиков                  | 1936 | Київська кінофабрика «Українфільм»                         |
| Суворий юнак                                     | Абрам Роом                                    | 1936 | Київська кінофабрика «Українфільм»                         |
| Том Соєр                                         | Лазар Френкель                                | 1936 | Київська кінофабрика «Українфільм»                         |
| Українські пісні на екрані                       | Іван Кавалерідзе                              | 1936 | Київська кінофабрика «Українфільм»                         |
| Якось влітку                                     | Ханан Шмаїн, Ігор Ільїнський                  | 1936 | Київська кінофабрика «Українфільм»                         |
| Я люблю                                          | Леонід Луков                                  | 1936 | Київська кінофабрика «Українфільм»                         |
| Багата наречена                                  | Іван Пир'єв                                   | 1937 | Київська кінофабрика «Українфільм»                         |
| Запорожець за Дунаєм                             | Іван Кавалерідзе                              | 1937 | Київська кінофабрика «Українфільм»                         |
| Новели про героїв-льотчиків                      | Олександр Уманський                           | 1937 | Київська кінофабрика «Українфільм»                         |
| Чий кандидат?                                    | Віктор Довбищенко, Володимир Галицький        | 1937 | Київська кінофабрика «Українфільм»                         |
| Директор                                         | Леонід Луков                                  | 1938 | Київська кінофабрика «Українфільм»                         |
| Велике життя                                     | Леонід Луков                                  | 1939 | Київська кіностудія                                        |
| Вершники                                         | Ігор Савченко                                 | 1939 | Київська кіностудія                                        |
| Винищувачі                                       | Едуард Пенцлін                                | 1939 | Київська кіностудія                                        |
| Ескадрилья № 5                                   | Абрам Роом                                    | 1939 | Київська кіностудія                                        |
| Кубанці                                          | Матвій Володарський, Микола Красій            | 1939 | Київська кіностудія                                        |
| Сорочинський ярмарок                             | Микола Екк                                    | 1939 | Київська кіностудія                                        |
| Стожари                                          | Іван Кавалерідзе                              | 1939 | Київська кіностудія                                        |
| Трактористи                                      | Іван Пир'єв                                   | 1939 | Мосфильм, Київська кіностудія                              |
| Гомони містечко                                  | Микола Садкович                               | 1939 | Київська кіностудія                                        |
| Щорс                                             | Олександр Довженко                            | 1939 | Київська кіностудія                                        |
| Буковина, земля українська                       | Юлія Солнцева, Лазар Бодик                    | 1940 | Київська кіностудія                                        |
| Визволення                                       | Олександр Довженко, Юлія Солнцева             | 1940 | Київська кіностудія                                        |
| Вітер зі Сходу                                   | Абрам Роом                                    | 1940 | Київська кіностудія                                        |
| Травнева ніч                                     | Микола Садкович                               | 1940 | Київська кіностудія                                        |
| Макар Нечай                                      | Владімір Лєбєдєв-Шмідтгоф                     | 1940 | Київська кіностудія                                        |
| П'ятий океан                                     | Ісидор Анненський                             | 1940 | Київська кіностудія                                        |
| Багаття в лісі                                   | Лазар Френкель                                | 1941 | Київська кіностудія                                        |
| Богдан Хмельницький                              | Ігор Савченко                                 | 1941 | Київська кіностудія                                        |
| Бойова кінозбірка № 8. Три танкісти              | Микола Садкович                               | 1941 | Київська кіностудія                                        |
| Бойова кінозбірка № 8. Ніч над Белградом         | Леонід Луков                                  | 1941 | Київська кіностудія                                        |
| Мати                                             | Леонід Луков                                  | 1941 | Київська кіностудія                                        |
| Бойова кінозбірка № 9. Квартал № 14              | Ігор Савченко                                 | 1942 | Київська кіностудія                                        |
| Бойова кінозбірка № 9. Маяк                      | Марк Донськой                                 | 1942 | Київська кіностудія                                        |
| Бойова кінозбірка № 9. Сині скелі                | Володимир Браун                               | 1942 | Київська кіностудія                                        |
| Бойова кінозбірка № 11. Павуки                   | Ілля Трауберг, Ігор Земгано                   | 1942 | Ашхабадська кіностудія                                     |
| Бойова кінозбірка № 11. Сто другий кілометр      | Володимир Браун                               | 1942 | Ашхабадська кіностудія                                     |
| Бойова кінозбірка № 11. Кар'єра лейтенанта Гоппа | Микола Садкович                               | 1942 | Ашхабадська кіностудія                                     |
| Музичний кінозбірник. Чарівна скрипка            | Олександр Івановський                         | 1942 | Київська кіностудія, Ашхабадська кіностудія                |
| Музичний кінозбірник. Відкриття сезону           | Владімір Лєбєдєв-Шмідтгоф                     | 1942 | Київська кіностудія, Ашхабадська кіностудія                |
| Олександр Пархоменко                             | Леонід Луков                                  | 1942 | Київська кіностудія, Ташкентська кіностудія                |
| Партизани в степах України                       | Ігор Савченко                                 | 1942 | Київська кіностудія, Ашхабадська кіностудія                |
| Літа молодії                                     | Григорій Гричер-Чериковер                     | 1942 | Київська кіностудія, Ашхабадська кіностудія                |
| Як гартувалась сталь                             | Марк Донськой                                 | 1942 | Київська кіностудія, Ашхабадська кіностудія                |
| Битва за нашу Радянську Україну                  | Юлія Солнцева, Яків Авдієнко                  | 1943 | Центральна та Українська студія кінохроніки                |
| Райдуга                                          | Марк Донськой                                 | 1943 | Київська кіностудія                                        |
| В далекому плаванні                              | Володимир Браун                               | 1945 | Київська кіностудія                                        |
| Зигмунд Колосовський                             | Сигізмунд Навроцький, Борис Дмоховський       | 1945 | Київська кіностудія,                                       |
| Нескорені                                        | Марк Донськой                                 | 1945 | Київська кіностудія                                        |
| Українські мелодії                               | Ігор Земгано                                  | 1945 | Київська кіностудія, Ашхабадська кіностудія                |
| Центр нападу                                     | Семен Дерев'янський, Ігор Земгано             | 1946 | Київська кіностудія                                        |
| Блакитні дороги                                  | Володимир Браун                               | 1947 | Київська кіностудія                                        |
| Подвиг розвідника                                | Борис Барнет                                  | 1947 | Київська кіностудія                                        |
| Третій удар                                      | Ігор Савченко                                 | 1948 | Київська кіностудія                                        |
| У мирні дні                                      | Володимир Браун                               | 1950 | Київська кіностудія                                        |
| Щедре літо                                       | Борис Барнет                                  | 1950 | Київська кіностудія                                        |
| Тарас Шевченко                                   | Ігор Савченко                                 | 1951 | Київська кіностудія                                        |
| В степах України                                 | Гнат Юра, Тимофій Левчук                      | 1952 | Київська кіностудія                                        |
| Концерт майстрів українського мистецтва          | Борис Барнет                                  | 1952 | Київська кіностудія                                        |
| Максимко                                         | Володимир Браун                               | 1952 | Київська кіностудія                                        |
| Нерозлучні друзі                                 | Василь Журавльов                              | 1952 | Київська кіностудія                                        |
| Украдене щастя                                   | Гнат Юра, Ісак Шмарук                         | 1952 | Київська кіностудія                                        |
| Доля Марини                                      | Ісак Шмарук, Віктор Івченко                   | 1953 | Київська кіностудія                                        |
| Запорожець за Дунаєм                             | Василь Лапокниш                               | 1953 | Київська кіностудія                                        |
| Калиновий гай                                    | Тимофій Левчук                                | 1953 | Київська кіностудія                                        |
| Команда з нашої вулиці                           | Олексій Маслюков                              | 1953 | Київська кіностудія                                        |
| Концерт майстрів українського мистецтва          | Борис Барнет                                  | 1953 | Київська кіностудія                                        |
| Мартин Боруля                                    | Гнат Юра, Олексій Швачко                      | 1953 | Київська кіностудія                                        |
| Наші чемпіони                                    | Марк Донськой                                 | 1953 | Київська кіностудія                                        |
| Стьопа — капітан                                 | Олександр Козир                               | 1953 | Київська кіностудія                                        |
| Тарапунька і Штепсель під хмарами                | Юхим Березін, Юрій Тимошенко, Євген Брюнчугін | 1953 | Київська кіностудія                                        |
| Андрієш                                          | Яків Базелян, Сергій Параджанов               | 1954 | Київська кіностудія                                        |
| «Богатир» йде в Марто                            | Євген Брюнчугін, Сигізмунд Навроцький         | 1954 | Київська кіностудія                                        |
| Земля                                            | Амвросіий Бучма, Олексій Швачко               | 1954 | Київська кіностудія                                        |
| Командир корабля                                 | Володимир Браун                               | 1954 | Київська кіностудія                                        |
| Назар Стодоля                                    | Віктор Івченко                                | 1954 | Київська кіностудія                                        |
| Співа Україна                                    | Василь Лапокниш, Тимофій Левчук               | 1954 | Київська кіностудія                                        |
| Тривожна молодість                               | Олександр Алов, Володимир Наумов              | 1954 | Київська кіностудія                                        |
| Вогнище безсмертя                                | Аркадій Народицький                           | 1955 | Київська кіностудія                                        |
| Зірки на крилах                                  | Ісак Шмарук                                   | 1955 | Київська кіностудія                                        |
| Лимерівна                                        | Василь Лапокниш                               | 1955 | Київська кіностудія                                        |
| Мати                                             | Марк Донськой                                 | 1955 | Київська кіностудія                                        |
| Матрос Чижик                                     | Володимир Браун                               | 1955 | Київська кіностудія                                        |
| Море кличе                                       | Володимир Браун                               | 1955 | Київська кіностудія                                        |
| Над Черемошем                                    | Григорій Крикун                               | 1955 | Київська кіностудія                                        |
| Одного чудового дня                              | Михайло Слуцький                              | 1955 | Київська кіностудія                                        |
| Педагогічна поема                                | Мечислава Маєвська, Олексій Маслюков          | 1955 | Київська кіностудія                                        |
| Полум'я гніву                                    | Тимофій Левчук                                | 1955 | Київська кіностудія                                        |
| Пригоди з піджаком Тарапуньки                    | Віктор Іванов                                 | 1955 | Київська кіностудія                                        |
| 300 років тому…                                  | Владімір Пєтров                               | 1955 | Київська кіностудія                                        |
| Шляхи і долі                                     | Яків Базелян                                  | 1955 | Київська кіностудія                                        |
| Головний проспект                                | Леонід Естрін                                 | 1956 | Київська кіностудія                                        |
| Дівчина з маяка                                  | Григорій Крикун                               | 1956 | Київська кіностудія                                        |
| Діти сонця                                       | Олексій Швачко, Володимир Неллі               | 1956 | Київська кіностудія                                        |
| Долина синіх скель                               | Микола Красій                                 | 1956 | Київська кіностудія                                        |
| Є такий хлопець                                  | Віктор Івченко                                | 1956 | Київська кіностудія                                        |
| Іван Франко                                      | Тимофій Левчук                                | 1956 | Київська кіностудія                                        |
| Коли співають солов'ї                            | Євген Брюнчугін                               | 1956 | Київська кіностудія                                        |
| Кривавий світанок                                | Олексій Швачко                                | 1956 | Київська кіностудія                                        |

### 1956—1991
| Назва                                                                         | Режисер                                                    | Рік       | Назва кіностудії |
| ----------------------------------------------------------------------------- | ---------------------------------------------------------- | --------- | --- |
| Мальва                                                                        | Володимир Браун                                            | 1956      | Київська кіностудія художніх фільмів ім. О. П. Довженка                                                                          |
| Мандрівка в молодість                                                         | Володимир Крайниченко, Григорій Ліпшиць                    | 1956      | Київська кіностудія художніх фільмів ім. О. П. Довженка                                                                          |
| Мораль пані Дульської                                                         | Леонід Варпаховський, Олексій Швачко                       | 1956      | Київська кіностудія художніх фільмів ім. О. П. Довженка                                                                          |
| Павло Корчагін                                                                | Олександр Алов, Володимир Наумов                           | 1956      | Київська кіностудія |
| Пісні над Дніпром                                                             | Олексій Мішурін, Вахтанг Вронський                         | 1956      | Київська кіностудія художніх фільмів ім. О. П. Довженка                                                                          |
| Пропав безвісти                                                               | Ісак Шмарук                                                | 1956      | Київська кіностудія |
| Суєта                                                                         | Марія Афанасьєва                                           | 1956      | Київська кіностудія художніх фільмів ім. О. П. Довженка                                                                          |
| Гори, моя зоре                                                                | Анатолій Слісаренко                                        | 1957      | Київська кіностудія художніх фільмів ім. О. П. Довженка                                                                          |
| Далеке і близьке                                                              | Олександр Козир, Микола Макаренко                          | 1957      | Київська кіностудія художніх фільмів ім. О. П. Довженка                                                                          |
| Дорогою ціною                                                                 | Марк Донськой                                              | 1957      | Київська кіностудія художніх фільмів ім. О. П. Довженка                                                                          |
| Капела бандуристів                                                            | Євген Брюнчугін                                            | 1957      | Київська кіностудія художніх фільмів ім. О. П. Довженка                                                                          |
| Кінець Чирви-Козиря                                                           | Василь Лапокниш                                            | 1957      | Київська кіностудія художніх фільмів ім. О. П. Довженка                                                                          |
| Круті сходи                                                                   | Сигізмунд Навроцький                                       | 1957      | Київська кіностудія художніх фільмів ім. О. П. Довженка                                                                          |
| Ластівка                                                                      | Григорій Ліпшиць                                           | 1957      | Київська кіностудія |
| Любов на світанні                                                             | Бенедикт Норд, Олексій Швачко                              | 1957      | Київська кіностудія художніх фільмів ім. О. П. Довженка                                                                          |
| Народжені бурею                                                               | Яків Базелян, Артур Войтецький                             | 1957      | Київська кіностудія художніх фільмів ім. О. П. Довженка                                                                          |
| Партизанська іскра                                                            | Мечислава Маєвська, Олексій Маслюков                       | 1957      | Київська кіностудія художніх фільмів ім. О. П. Довженка                                                                          |
| Під золотим орлом                                                             | Марія Афанасьєва, Михайло Новиков                          | 1957      | Київська кіностудія художніх фільмів ім. О. П. Довженка                                                                          |
| Правда                                                                        | Віктор Добровольський, Ісак Шмарук                         | 1957      | Київська кіностудія художніх фільмів ім. О. П. Довженка                                                                          |
| Шельменко-денщик                                                              | Віктор Іванов                                              | 1957      | Київська кіностудія художніх фільмів ім. О. П. Довженка                                                                          |
| Штепсель одружує Тарапуньку                                                   | Юхим Березін, Юрій Тимошенко                               | 1957      | Київська кіностудія художніх фільмів ім. О. П. Довженка                                                                          |
| Якби каміння говорило...                                                      | Юрій Лисенко                                               | 1957      | Київська кіностудія художніх фільмів ім. О. П. Довженка                                                                          |
| Весела змова                                                                  | Володимир Ляховецький                                      | 1958      | Київська кіностудія художніх фільмів ім. О. П. Довженка                                                                          |
| Вогненний міст                                                                | Григорій Крикун, Михайло Романов                           | 1958      | Київська кіностудія художніх фільмів ім. О. П. Довженка                                                                          |
| Блакитна стріла                                                               | Леонід Естрін                                              | 1958      | Київська кіностудія художніх фільмів ім. О. П. Довженка                                                                          |
| Григорій Сковорода                                                            | Іван Кавалерідзе                                           | 1958      | Київська кіностудія художніх фільмів ім. О. П. Довженка                                                                          |
| Гроза над полями                                                              | Микола Красій, Юрій Лисенко                                | 1958      | Київська кіностудія художніх фільмів ім. О. П. Довженка                                                                          |
| Киянка                                                                        | Тимофій Левчук                                             | 1958      | Київська кіностудія художніх фільмів ім. О. П. Довженка                                                                          |
| Лілея                                                                         | Вахтанг Вронський, Василь Лапокниш                         | 1958      | Київська кіностудія художніх фільмів ім. О. П. Довженка                                                                          |
| Літа молодії                                                                  | Олексій Мішурін                                            | 1958      | Київська кіностудія художніх фільмів ім. О. П. Довженка                                                                          |
| НП. Надзвичайна подія                                                         | Віктор Івченко                                             | 1958      | Київська кіностудія художніх фільмів ім. О. П. Довженка                                                                          |
| Перший парубок                                                                | Сергій Параджанов, Анатолій Слісаренко                     | 1958      | Київська кіностудія художніх фільмів ім. О. П. Довженка                                                                          |
| Повість наших днів                                                            | Олексій Маслюков                                           | 1958      | Київська кіностудія художніх фільмів ім. О. П. Довженка                                                                          |
| Прапори на баштах                                                             | Аркадій Народицький                                        | 1958      | Київська кіностудія художніх фільмів ім. О. П. Довженка                                                                          |
| Проста річ                                                                    | Тамаз Меліава                                              | 1958      | Київська кіностудія художніх фільмів ім. О. П. Довженка                                                                          |
| Сашко                                                                         | Євген Брюнчугін                                            | 1958      | Київська кіностудія художніх фільмів ім. О. П. Довженка                                                                          |
| Сватання на Гончарівці                                                        | Ігор Земгано                                               | 1958      | Київська кіностудія художніх фільмів ім. О. П. Довженка                                                                          |
| Сто тисяч                                                                     | Гнат Юра, Віктор Іванов                                    | 1958      | Київська кіностудія художніх фільмів ім. О. П. Довженка                                                                          |
| Чарівна ніч                                                                   | Ігор Новаков                                               | 1958      | Київська кіностудія художніх фільмів ім. О. П. Довженка                                                                          |
| Верховино, мати моя                                                           | Аркадій Народицький                                        | 1959      | Київська кіностудія художніх фільмів ім. О. П. Довженка                                                                          |
| Веселка                                                                       | Микола Літус                                               | 1959      | Київська кіностудія художніх фільмів ім. О. П. Довженка                                                                          |
| Іванна                                                                        | Віктор Івченко                                             | 1959      | Київська кіностудія художніх фільмів ім. О. П. Довженка                                                                          |
| Його покоління                                                                | Ігор Бжеський, Карл Гаккель                                | 1959      | Київська кіностудія художніх фільмів ім. О. П. Довженка                                                                          |
| Капела «Думка»                                                                | Сергій Параджанов                                          | 1959      | Київська кіностудія художніх фільмів ім. О. П. Довженка                                                                          |
| Катя-Катюша                                                                   | Григорій Ліпшиць                                           | 1959      | Київська кіностудія художніх фільмів ім. О. П. Довженка                                                                          |
| Коли починається юність                                                       | Анатолій Слісаренко                                        | 1959      | Київська кіностудія художніх фільмів ім. О. П. Довженка                                                                          |
| Небо кличе                                                                    | Олександр Козир, Михайло Карюков                           | 1959      | Київська кіностудія художніх фільмів ім. О. П. Довженка                                                                          |
| Олекса Довбуш                                                                 | Віктор Іванов                                              | 1959      | Київська кіностудія художніх фільмів ім. О. П. Довженка                                                                          |
| Солдатка                                                                      | Володимир Денисенко                                        | 1959      | Київська кіностудія художніх фільмів ім. О. П. Довженка                                                                          |
| Таврія                                                                        | Юрій Лисенко                                               | 1959      | Київська кіностудія художніх фільмів ім. О. П. Довженка                                                                          |
| Хлопчики                                                                      | Суламіф Цибульник                                          | 1959      | Київська кіностудія художніх фільмів ім. О. П. Довженка                                                                          |
| Це було навесні                                                               | Артур Войтецький, Карл Гаккель                             | 1959      | Київська кіностудія художніх фільмів ім. О. П. Довженка                                                                          |
| Чумацький шлях                                                                | Ісак Шмарук                                                | 1959      | Київська кіностудія художніх фільмів ім. О. П. Довженка                                                                          |
| Якщо любиш                                                                    | Валентин Пархоменко                                        | 1959      | Київська кіностудія художніх фільмів ім. О. П. Довженка                                                                          |
| Борис Романицький                                                             | Віталій Кучвальський                                       | 1960      | Київська кіностудія художніх фільмів ім. О. П. Довженка                                                                          |
| Гнат Юра                                                                      | Геннадій Гончаренко                                        | 1960      | Київська кіностудія художніх фільмів ім. О. П. Довженка                                                                          |
| Далеко від Батьківщини                                                        | Олексій Швачко                                             | 1960      | Київська кіностудія художніх фільмів ім. О. П. Довженка                                                                          |
| Звичайна історія                                                              | Ігор Земгано, Микола Літус                                 | 1960      | Київська кіностудія художніх фільмів ім. О. П. Довженка                                                                          |
| Золоті руки                                                                   | Олександр Николенко, Олексій Панкратьєв, Сергій Параджанов | 1960      | Київська кіностудія художніх фільмів ім. О. П. Довженка                                                                          |
| Кров людська — не водиця                                                      | Микола Макаренко                                           | 1960      | Київська кіностудія художніх фільмів ім. О. П. Довженка                                                                          |
| Летючий корабель                                                              | Артур Войтецький, Михайло Юферов                           | 1960      | Київська кіностудія художніх фільмів ім. О. П. Довженка                                                                          |
| Літак відлітає о 9-й                                                          | Юрій Лисенко                                               | 1960      | Київська кіностудія художніх фільмів ім. О. П. Довженка                                                                          |
| Люди моєї долини                                                              | Сигізмунд Навроцький                                       | 1960      | Київська кіностудія художніх фільмів ім. О. П. Довженка                                                                          |
| Мар'ян Крушельницький                                                         | Володимир Ляховецький                                      | 1960      | Київська кіностудія художніх фільмів ім. О. П. Довженка                                                                          |
| Наталія Ужвій                                                                 | Сергій Параджанов                                          | 1960      | Київська кіностудія художніх фільмів ім. О. П. Довженка                                                                          |
| Роман і Франческа                                                             | Володимир Денисенко                                        | 1960      | Київська кіностудія художніх фільмів ім. О. П. Довженка                                                                          |
| Врятуйте наші душі                                                            | Олексій Мішурін                                            | 1960      | Київська кіностудія художніх фільмів ім. О. П. Довженка                                                                          |
| Спадкоємці                                                                    | Тимофій Левчук                                             | 1960      | Київська кіностудія художніх фільмів ім. О. П. Довженка                                                                          |
| Фортеця на колесах                                                            | Олег Ленціус                                               | 1960      | Київська кіностудія художніх фільмів ім. О. П. Довженка                                                                          |
| Артист із Коханівки                                                           | Григорій Ліпшиць                                           | 1961      | Київська кіностудія художніх фільмів ім. О. П. Довженка                                                                          |
| Дмитро Горицвіт                                                               | Микола Макаренко                                           | 1961      | Київська кіностудія художніх фільмів ім. О. П. Довженка                                                                          |
| З днем народження                                                             | Мечислава Маєвська, Олексій Маслюков                       | 1961      | Київська кіностудія художніх фільмів ім. О. П. Довженка                                                                          |
| За двома зайцями                                                              | Віктор Іванов                                              | 1961      | Київська кіностудія художніх фільмів ім. О. П. Довженка                                                                          |
| Здрастуй, Гнате!                                                              | Віктор Івченко                                             | 1961      | Київська кіностудія художніх фільмів ім. О. П. Довженка                                                                          |
| Лісова пісня                                                                  | Віктор Івченко                                             | 1961      | Київська кіностудія художніх фільмів ім. О. П. Довженка                                                                          |
| Роки дівочі                                                                   | Леонід Естрін                                              | 1961      | Київська кіностудія художніх фільмів ім. О. П. Довженка                                                                          |
| Морська чайка                                                                 | Євген Брюнчугін                                            | 1961      | Київська кіностудія художніх фільмів ім. О. П. Довженка                                                                          |
| На крилах пісні                                                               | Валентин Пархоменко                                        | 1961      | Київська кіностудія художніх фільмів ім. О. П. Довженка                                                                          |
| Повія                                                                         | Іван Кавалерідзе                                           | 1961      | Київська кіностудія художніх фільмів ім. О. П. Довженка                                                                          |
| Радість моя                                                                   | Ігор Вєтров, Микола Мащенко                                | 1961      | Київська кіностудія художніх фільмів ім. О. П. Довженка                                                                          |
| Українська рапсодія                                                           | Сергій Параджанов                                          | 1961      | Київська кіностудія художніх фільмів ім. О. П. Довженка                                                                          |
| У мертвій петлі                                                               | Микола Ільїнський                                          | 1962      | Київська кіностудія художніх фільмів ім. О. П. Довженка                                                                          |
| Закон Антарктиди                                                              | Тимофій Левчук                                             | 1962      | Київська кіностудія художніх фільмів ім. О. П. Довженка                                                                          |
| Їхали ми, їхали...                                                            | Юрій Тимошенко, Юхим Березін                               | 1962      | Київська кіностудія художніх фільмів ім. О. П. Довженка                                                                          |
| Квітка на камені (Ніхто так не кохав)                                         | Сергій Параджанов                                          | 1962      | Київська кіностудія художніх фільмів ім. О. П. Довженка                                                                          |
| Ми, двоє чоловіків                                                            | Юрій Лисенко                                               | 1962      | Київська кіностудія художніх фільмів ім. О. П. Довженка                                                                          |
| Мовчать тільки статуї                                                         | Володимир Денисенко                                        | 1962      | Київська кіностудія художніх фільмів ім. О. П. Довженка                                                                          |
| Серед добрих людей                                                            | Євген Брюнчугін, Анатолій Буковський                       | 1962      | Київська кіностудія художніх фільмів ім. О. П. Довженка                                                                          |
| Бджоли і люди                                                                 | Олександр Свєтлов                                          | 1963      | Київська кіностудія художніх фільмів ім. О. П. Довженка                                                                          |
| Королева бензоколонки                                                         | Олексій Мішурін, Микола Літус                              | 1963      | Київська кіностудія художніх фільмів ім. О. П. Довженка                                                                          |
| Люди не все знають                                                            | Микола Макаренко                                           | 1963      | Київська кіностудія художніх фільмів ім. О. П. Довженка                                                                          |
| Наймичка                                                                      | Василь Лапокниш, Ірина Молостова                           | 1963      | Київська кіностудія художніх фільмів ім. О. П. Довженка                                                                          |
| Новели Красного дому                                                          | Ігор Вєтров, Микола Мащенко                                | 1963      | Київська кіностудія художніх фільмів ім. О. П. Довженка                                                                          |
| Рибки захотілось…                                                             | Микола Шейко                                               | 1963      | Київська кіностудія художніх фільмів ім. О. П. Довженка                                                                          |
| Срібний тренер                                                                | Віктор Івченко                                             | 1963      | Київська кіностудія художніх фільмів ім. О. П. Довженка                                                                          |
| Стежки-доріжки                                                                | Олег Борисов, Артур Войтецький                             | 1963      | Київська кіностудія художніх фільмів ім. О. П. Довженка                                                                          |
| Три доби після безсмертя                                                      | Володимир Довгань                                          | 1963      | Київська кіностудія художніх фільмів ім. О. П. Довженка                                                                          |
| Бухта Єлени                                                                   | Марко Ковальов, Леонід Естрін                              | 1964      | Київська кіностудія художніх фільмів ім. О. П. Довженка                                                                          |
| Зачарована Десна                                                              | Юлія Солнцева                                              | 1964      | Київська кіностудія художніх фільмів ім. О. П. Довженка                                                                          |
| Зірка балету                                                                  | Олексій Мішурін                                            | 1964      | Київська кіностудія художніх фільмів ім. О. П. Довженка                                                                          |
| Казка про Хлопчиша-Кибальчиша                                                 | Євген Шерстобитов                                          | 1964      | Київська кіностудія художніх фільмів ім. О. П. Довженка                                                                          |
| Калиновий гай                                                                 | Тимофій Левчук                                             | 1964      | Київська кіностудія |
| Карти                                                                         | Роллан Сергієнко                                           | 1964      | Київська кіностудія художніх фільмів ім. О. П. Довженка                                                                          |
| Ключі від неба                                                                | Віктор Іванов                                              | 1964      | Київська кіностудія художніх фільмів ім. О. П. Довженка                                                                          |
| Космічний сплав                                                               | Тимофій Левчук                                             | 1964      | Київська кіностудія художніх фільмів ім. О. П. Довженка                                                                          |
| Лушка                                                                         | Леопольд Безкодарний, Ігор Самборський                     | 1964      | Київська кіностудія художніх фільмів ім. О. П. Довженка                                                                          |
| Повернення Вероніки                                                           | Вадим Іллєнко, Ігор Болгарин                               | 1964      | Київська кіностудія художніх фільмів ім. О. П. Довженка                                                                          |
| Повість про Пташкіна                                                          | Борис Крижанівський                                        | 1964      | Київська кіностудія художніх фільмів ім. О. П. Довженка                                                                          |
| Сон                                                                           | Володимир Денисенко                                        | 1964      | Київська кіностудія художніх фільмів ім. О. П. Довженка                                                                          |
| Сумка, повна сердець                                                          | Анатолій Буковський                                        | 1964      | Київська кіностудія художніх фільмів ім. О. П. Довженка                                                                          |
| Тіні забутих предків                                                          | Сергій Параджанов                                          | 1964      | Київська кіностудія художніх фільмів ім. О. П. Довженка                                                                          |
| Фараони                                                                       | Ісак Шмарук, Гнат Юра                                      | 1964      | Київська кіностудія |
| Акваланги на дні                                                              | Євген Шерстобитов                                          | 1965      | Київська кіностудія художніх фільмів ім. О. П. Довженка                                                                          |
| Гадюка                                                                        | Віктор Івченко                                             | 1965      | Київська кіностудія художніх фільмів ім. О. П. Довженка                                                                          |
| Дні льотні                                                                    | Микола Літус, Леонід Ризін                                 | 1965      | Київська кіностудія художніх фільмів ім. О. П. Довженка                                                                          |
| До уваги громадян та організацій                                              | Артур Войтецький                                           | 1965      | Київська кіностудія художніх фільмів ім. О. П. Довженка                                                                          |
| Загибель ескадри                                                              | Володимир Довгань                                          | 1965      | Київська кіностудія художніх фільмів ім. О. П. Довженка                                                                          |
| Криниця для спраглих                                                          | Юрій Іллєнко                                               | 1965      | Київська кіностудія художніх фільмів ім. О. П. Довженка                                                                          |
| Місяць травень                                                                | Григорій Ліпшиць                                           | 1965      | Київська кіностудія художніх фільмів ім. О. П. Довженка                                                                          |
| Над нами Південний хрест                                                      | Вадим Іллєнко, Ігор Болгарин                               | 1965      | Київська кіностудія художніх фільмів ім. О. П. Довженка                                                                          |
| Немає невідомих солдатів                                                      | Суламіф Цибульник                                          | 1965      | Київська кіностудія художніх фільмів ім. О. П. Довженка                                                                          |
| Перевірено — мін немає                                                        | Юрій Лисенко, Здравко Велимирович                          | 1965      | Київська кіностудія художніх фільмів ім. О. П. Довженка/ Ловченфільм (Югославія)                                                 |
| Ракети не повинні злетіти                                                     | Олексій Швачко, Антон Тимонішин                            | 1965      | Київська кіностудія художніх фільмів ім. О. П. Довженка                                                                          |
| Хочу вірити                                                                   | Микола Мащенко                                             | 1965      | Київська кіностудія художніх фільмів ім. О. П. Довженка                                                                          |
| Бур'ян                                                                        | Анатолій Буковський                                        | 1966      | Київська кіностудія художніх фільмів ім. О. П. Довженка                                                                          |
| Всюди є небо                                                                  | Микола Мащенко                                             | 1966      | Київська кіностудія художніх фільмів ім. О. П. Довженка                                                                          |
| Два роки над прірвою                                                          | Тимофій Левчук                                             | 1966      | Київська кіностудія художніх фільмів ім. О. П. Довженка                                                                          |
| Їх знали тільки в обличчя                                                     | Антон Тимонішин                                            | 1966      | Київська кіностудія художніх фільмів ім. О. П. Довженка                                                                          |
| Київські фрески                                                               | Сергій Параджанов                                          | 1966      | Київська кіностудія художніх фільмів ім. О. П. Довженка                                                                          |
| На самоті з ніччю                                                             | Станіслав Третьяков, Борис Силаєв                          | 1966      | Київська кіностудія художніх фільмів ім. О. П. Довженка                                                                          |
| Перевірено — мін немає                                                        | Юрій Лисенко, Здравко Велимирович                          | 1966      | Київська кіностудія художніх фільмів ім. О. П. Довженка                                                                          |
| Хто повернеться — долюбить                                                    | Леонід Осика                                               | 1966      | Київська кіностудія художніх фільмів ім. О. П. Довженка                                                                          |
| Берег надії                                                                   | Микола Вінграновський                                      | 1967      | Київська кіностудія художніх фільмів ім. О. П. Довженка                                                                          |
| Великі клопоти через маленького хлопчика                                      | Олександр Муратов, Веніамін Васильківський                 | 1967      | Київська кіностудія художніх фільмів ім. О. П. Довженка                                                                          |
| Дві смерті                                                                    | Володимир Горпенко                                         | 1967      | Київська кіностудія художніх фільмів ім. О. П. Довженка                                                                          |
| Десятий крок                                                                  | Віктор Івченко                                             | 1967      | Київська кіностудія художніх фільмів ім. О. П. Довженка                                                                          |
| Зайвий хліб                                                                   | Віктор Гов'яда                                             | 1967      | Київська кіностудія художніх фільмів ім. О. П. Довженка                                                                          |
| Київські мелодії                                                              | Ігор Самборський                                           | 1967      | Київська кіностудія художніх фільмів ім. О. П. Довженка                                                                          |
| Кіно України                                                                  | Ісак Шмарук                                                | 1967      | Київська кіностудія художніх фільмів ім. О. П. Довженка                                                                          |
| Лють                                                                          | Микола Ільїнський                                          | 1967      | Київська кіностудія художніх фільмів ім. О. П. Довженка                                                                          |
| Непосиди                                                                      | Віктор Іванов, Абрам Народицький                           | 1967      | Київська кіностудія художніх фільмів ім. О. П. Довженка                                                                          |
| Туманність Андромеди                                                          | Євген Шерстобитов                                          | 1967      | Київська кіностудія художніх фільмів ім. О. П. Довженка                                                                          |
| Циган                                                                         | Євген Матвєєв                                              | 1967      | Київська кіностудія художніх фільмів ім. О. П. Довженка                                                                          |
| Анничка                                                                       | Борис Івченко                                              | 1968      | Київська кіностудія художніх фільмів ім. О. П. Довженка                                                                          |
| Березова бувальщина                                                           | Василь Ілляшенко                                           | 1968      | Київська кіностудія художніх фільмів ім. О. П. Довженка                                                                          |
| Білі хмари                                                                    | Роллан Сергієнко                                           | 1968      | Київська кіностудія художніх фільмів ім. О. П. Довженка                                                                          |
| Весільні дзвони                                                               | Ісаак Шмарук                                               | 1968      | Київська кіностудія художніх фільмів ім. О. П. Довженка                                                                          |
| Вечір на Івана Купала                                                         | Юрій Іллєнко                                               | 1968      | Київська кіностудія художніх фільмів ім. О. П. Довженка                                                                          |
| Втікач з «Янтарного»                                                          | Євген Брюнчугін, Ігор Вєтров                               | 1968      | Київська кіностудія художніх фільмів ім. О. П. Довженка                                                                          |
| Гольфстрим                                                                    | Володимир Довгань                                          | 1968      | Київська кіностудія художніх фільмів ім. О. П. Довженка                                                                          |
| Дитина                                                                        | Микола Мащенко                                             | 1968      | Київська кіностудія художніх фільмів ім. О. П. Довженка                                                                          |
| Дімка розсердився                                                             | Григорій Ліпшиць                                           | 1968      | Київська кіностудія художніх фільмів ім. О. П. Довженка                                                                          |
| Дімка-велогонщик                                                              | Ісак Шмарук                                                | 1968      | Київська кіностудія художніх фільмів ім. О. П. Довженка                                                                          |
| Експеримент доктора Абста                                                     | Антон Тимонішин                                            | 1968      | Київська кіностудія художніх фільмів ім. О. П. Довженка                                                                          |
| З нудьги                                                                      | Артур Войтецький                                           | 1968      | Київська кіностудія художніх фільмів ім. О. П. Довженка                                                                          |
| Камінний хрест                                                                | Леонід Осика                                               | 1968      | Київська кіностудія художніх фільмів ім. О. П. Довженка                                                                          |
| Карантин                                                                      | Суламіф Цибульник                                          | 1968      | Київська кіностудія художніх фільмів ім. О. П. Довженка                                                                          |
| Маленький шкільний оркестр                                                    | Олександр Муратов, Микола Рашеєв                           | 1968      | Київська кіностудія художніх фільмів ім. О. П. Довженка (телефільм)                                                              |
| На Київському напрямку                                                        | Володимир Денисенко                                        | 1968      | Київська кіностудія художніх фільмів ім. О. П. Довженка                                                                          |
| Помилка Оноре де Бальзака                                                     | Тимофій Левчук                                             | 1968      | Київська кіностудія художніх фільмів ім. О. П. Довженка                                                                          |
| Розвідники                                                                    | Олексій Швачко, Ігор Самборський                           | 1968      | Київська кіностудія художніх фільмів ім. О. П. Довженка                                                                          |
| У місто прийшла біда                                                          | Марк Орлов                                                 | 1968      | Київська кіностудія художніх фільмів ім. О. П. Довженка (телефільм)                                                              |
| Важкий колос                                                                  | Володимир Денисенко                                        | 1969      | Київська кіностудія художніх фільмів ім. О. П. Довженка                                                                          |
| Варчина земля                                                                 | Анатолій Буковський                                        | 1969      | Київська кіностудія художніх фільмів ім. О. П. Довженка                                                                          |
| Вулиця тринадцяти тополь                                                      | Віктор Іванов, Абрам Народицький                           | 1969      | Київська кіностудія художніх фільмів ім. О. П. Довженка                                                                          |
| Де 042?                                                                       | Олег Ленціус                                               | 1969      | Київська кіностудія художніх фільмів ім. О. П. Довженка                                                                          |
| Дума про Британку                                                             | Микола Вінграновський                                      | 1969      | Київська кіностудія художніх фільмів ім. О. П. Довженка                                                                          |
| Комісари                                                                      | Микола Мащенко                                             | 1969      | Київська кіностудія художніх фільмів ім. О. П. Довженка                                                                          |
| Ми з України                                                                  | Василь Ілляшенко                                           | 1969      | Київська кіностудія художніх фільмів ім. О. П. Довженка                                                                          |
| Острів Вовчий                                                                 | Микола Ільїнський                                          | 1969      | Київська кіностудія художніх фільмів ім. О. П. Довженка                                                                          |
| Падаючий іній                                                                 | Віктор Івченко                                             | 1969      | Київська кіностудія художніх фільмів ім. О. П. Довженка                                                                          |
| Поштовий роман                                                                | Євген Матвєєв                                              | 1969      | Київська кіностудія художніх фільмів ім. О. П. Довженка                                                                          |
| Серце Бонівура                                                                | Марк Орлов                                                 | 1969      | Київська кіностудія художніх фільмів ім. О. П. Довженка                                                                          |
| У тридев'ятому царстві...                                                     | Євген Шерстобітов                                          | 1970      | Київська кіностудія художніх фільмів ім. О. П. Довженка                                                                          |
| В'язні Бомона                                                                 | Юрій Лисенко                                               | 1970      | Київська кіностудія художніх фільмів ім. О. П. Довженка                                                                          |
| Блакитне і зелене                                                             | Віктор Гресь                                               | 1970      | Київська кіностудія художніх фільмів ім. О. П. Довженка (к/м, телефільм)                                                         |
| Дивитися в очі                                                                | Володимир Луговський                                       | 1970      | Київська кіностудія художніх фільмів ім. О. П. Довженка                                                                          |
| Крутий горизонт                                                               | Василь Ілляшенко                                           | 1970      | Київська кіностудія художніх фільмів ім. О. П. Довженка                                                                          |
| Мир хатам, війна палацам                                                      | Ісаак Шмарук                                               | 1970      | Київська кіностудія художніх фільмів ім. О. П. Довженка                                                                          |
| Назад дороги немає                                                            | Григорій Ліпшиць                                           | 1970      | Київська кіностудія художніх фільмів ім. О. П. Довженка (телефільм)                                                              |
| Назвіть ураган «Марією»                                                       | Володимир Довгань                                          | 1970      | Київська кіностудія художніх фільмів ім. О. П. Довженка                                                                          |
| Олеся                                                                         | Борис Івченко                                              | 1970      | Київська кіностудія художніх фільмів ім. О. П. Довженка                                                                          |
| Пізня дитина                                                                  | Констянтин Єршов                                           | 1970      | Київська кіностудія художніх фільмів ім. О. П. Довженка (телефільм)                                                              |
| Секретар парткому                                                             | Микола Ільїнський                                          | 1970      | Київська кіностудія художніх фільмів ім. О. П. Довженка (телефільм)                                                              |
| Шлях до серця                                                                 | Віктор Івченко                                             | 1970      | Київська кіностудія художніх фільмів ім. О. П. Довженка                                                                          |
| Сеспель                                                                       | Володимир Савельєв                                         | 1970      | Київська кіностудія художніх фільмів ім. О. П. Довженка                                                                          |
| Чи вмієте ви жити?                                                            | Олександр Муратов                                          | 1970      | Київська кіностудія художніх фільмів ім. О. П. Довженка                                                                          |
| Білий птах з чорною ознакою                                                   | Юрій Іллєнко                                               | 1971      | Київська кіностудія художніх фільмів ім. О. П. Довженка                                                                          |
| Бумбараш                                                                      | Микола Рашеєв, Абрам Народицький                           | 1971      | Київська кіностудія художніх фільмів ім. О. П. Довженка (телефільм)                                                              |
| Де ви, лицарі?                                                                | Леонід Биков                                               | 1971      | Київська кіностудія художніх фільмів ім. О. П. Довженка                                                                          |
| Друге дихання                                                                 | Ісак Шмарук                                                | 1971      | Київська кіностудія художніх фільмів ім. О. П. Довженка                                                                          |
| Жива вода                                                                     | Григорій Кохан                                             | 1971      | Київська кіностудія художніх фільмів ім. О. П. Довженка                                                                          |
| Захар Беркут                                                                  | Леонід Осика                                               | 1971      | Київська кіностудія художніх фільмів ім. О. П. Довженка                                                                          |
| Зозуля з дипломом                                                             | Вадим Іллєнко, Ігор Самборський                            | 1971      | Київська кіностудія художніх фільмів ім. О. П. Довженка                                                                          |
| Зоряний цвіт                                                                  | Микола Ільїнський                                          | 1971      | Київська кіностудія художніх фільмів ім. О. П. Довженка                                                                          |
| Іду до тебе...                                                                | Микола Мащенко                                             | 1971      | Київська кіностудія художніх фільмів ім. О. П. Довженка                                                                          |
| Інспектор карного розшуку                                                     | Суламіф Цибульник                                          | 1971      | Київська кіностудія художніх фільмів ім. О. П. Довженка                                                                          |
| Лада з країни берендеїв                                                       | Анатолій Буковський                                        | 1971      | Київська кіностудія художніх фільмів ім. О. П. Довженка                                                                          |
| Лише три тижні                                                                | Микола Літус                                               | 1971      | Київська кіностудія художніх фільмів ім. О. П. Довженка                                                                          |
| Людина в прохідному дворі                                                     | Марк Орлов                                                 | 1971      | Київська кіностудія художніх фільмів ім. О. П. Довженка (телефільм)                                                              |
| Ніна                                                                          | Віталій Кондратов, Олексій Швачко                          | 1971      | Київська кіностудія художніх фільмів ім. О. П. Довженка                                                                          |
| Осяяння / Озарение                                                            | Володимир Денисенко                                        | 1971      | Київська кіностудія художніх фільмів ім. О. П. Довженка                                                                          |
| Родина Коцюбинських                                                           | Тимофій Левчук                                             | 1971      | Київська кіностудія художніх фільмів ім. О. П. Довженка                                                                          |
| Тронка                                                                        | Артур Войтецький                                           | 1971      | Київська кіностудія художніх фільмів ім. О. П. Довженка                                                                          |
| Хліб і сіль                                                                   | Григорій Кохан                                             | 1971      | Київська кіностудія художніх фільмів ім. О. П. Довженка                                                                          |
| Балада про мужність                                                           | Володимир Савельєв                                         | 1972      | Київська кіностудія художніх фільмів ім. О. П. Довженка                                                                          |
| Веселі Жабокричі                                                              | Віктор Іванов                                              | 1972      | Київська кіностудія художніх фільмів ім. О. П. Довженка                                                                          |
| Випадкова адреса                                                              | Ігор Вєтров                                                | 1972      | Київська кіностудія художніх фільмів ім. О. П. Довженка                                                                          |
| Віра, Надія, Любов                                                            | Ісаак Шмарук                                               | 1972      | Київська кіностудія художніх фільмів ім. О. П. Довженка                                                                          |
| Довга дорога в короткий день                                                  | Тимофій Левчук                                             | 1972      | Київська кіностудія художніх фільмів ім. О. П. Довженка                                                                          |
| Довіра                                                                        | Микола Ільїнський                                          | 1972      | Київська кіностудія художніх фільмів ім. О. П. Довженка (телефільм)                                                              |
| Ні дня без пригод                                                             | Ігор Вєтров                                                | 1972      | Київська кіностудія художніх фільмів ім. О. П. Довженка                                                                          |
| Заячий заповідник                                                             | Микола Рашеєв                                              | 1972      | Київська кіностудія художніх фільмів ім. О. П. Довженка                                                                          |
| Лаври                                                                         | Володимир Горпенко                                         | 1972      | Київська кіностудія художніх фільмів ім. О. П. Довженка                                                                          |
| Наперекір усьому                                                              | Юрій Іллєнко                                               | 1972      | Київська кіностудія художніх фільмів ім. О. П. Довженка/ Філмскі студіо Титоград (Югославія)                                     |
| Нічний мотоцикліст                                                            | Юлій Слупський                                             | 1972      | Київська кіностудія художніх фільмів ім. О. П. Довженка                                                                          |
| Пропала грамота                                                               | Борис Івченко                                              | 1972      | Київська кіностудія художніх фільмів ім. О. П. Довженка                                                                          |
| Сімнадцятий трансатлантичний                                                  | Володимир Довгань                                          | 1972      | Київська кіностудія художніх фільмів ім. О. П. Довженка                                                                          |
| Схованка біля Червоних каменів                                                | Григорій Кохан                                             | 1972      | Київська кіностудія художніх фільмів ім. О. П. Довженка                                                                          |
| Тільки ти                                                                     | Євген Шерстобітов                                          | 1972      | Київська кіностудія художніх фільмів ім. О. П. Довженка                                                                          |
| Абітурієнтка                                                                  | Олексій Мішурін                                            | 1973      | Київська кіностудія художніх фільмів ім. О. П. Довженка                                                                          |
| Адреса вашого будинку                                                         | Євген Хринюк                                               | 1973      | Київська кіностудія художніх фільмів ім. О. П. Довженка                                                                          |
| Будні карного розшуку                                                         | Суламіф Цибульник                                          | 1973      | Київська кіностудія художніх фільмів ім. О. П. Довженка                                                                          |
| В бій ідуть тільки «старі»                                                    | Леонід Биков                                               | 1973      | Київська кіностудія художніх фільмів ім. О. П. Довженка                                                                          |
| Вогонь                                                                        | Юрій Лисенко                                               | 1973      | Київська кіностудія художніх фільмів ім. О. П. Довженка                                                                          |
| Дід лівого крайнього                                                          | Леонід Осика                                               | 1973      | Київська кіностудія художніх фільмів ім. О. П. Довженка                                                                          |
| Ефект Ромашкіна                                                               | Роман Балаян                                               | 1973      | Київська кіностудія художніх фільмів ім. О. П. Довженка                                                                          |
| Коли людина посміхнулась                                                      | Борис Івченко                                              | 1973      | Київська кіностудія художніх фільмів ім. О. П. Довженка                                                                          |
| Не мине і року...                                                             | Леопольд Безкодарний                                       | 1973      | Київська кіностудія художніх фільмів ім. О. П. Довженка                                                                          |
| Новосілля                                                                     | Василь Ілляшенко                                           | 1973      | Київська кіностудія художніх фільмів ім. О. П. Довженка                                                                          |
| Повість про жінку                                                             | Володимир Денисенко                                        | 1973      | Київська кіностудія художніх фільмів ім. О. П. Довженка                                                                          |
| Стара фортеця (3 частини: Комісар Сергушин; Дім з привадами; Місто біля моря) | Олександр Муратов, Михайло Бєліков                         | 1973-1974 | Київська кіностудія художніх фільмів ім. О. П. Довженка (телефільм)                                                              |
| Чорний капітан                                                                | Олег Ленціус                                               | 1973      | Київська кіностудія художніх фільмів ім. О. П. Довженка                                                                          |
| Як гартувалась сталь                                                          | Микола Мащенко                                             | 1973–1975 | Київська кіностудія художніх фільмів ім. О. П. Довженка (телефільм, кінофільм)                                                   |
| Анна і Командор                                                               | Євген Хринюк                                               | 1974      | Київська кіностудія художніх фільмів ім. О. П. Довженка                                                                          |
| Біле коло                                                                     | Юрій Лисенко                                               | 1974      | Київська кіностудія художніх фільмів ім. О. П. Довженка                                                                          |
| Важкі поверхи                                                                 | Віталій Кондратов, Юлій Слупський                          | 1974      | Київська кіностудія художніх фільмів ім. О. П. Довженка                                                                          |
| Весілля                                                                       | Радомир Шаранович                                          | 1973      | Київська кіностудія художніх фільмів ім. О. П. Довженка/ Філмскі студіо Титоград (Югославія)                                     |
| Гуси-лебеді летять                                                            | Олександр Муратов                                          | 1974      | Київська кіностудія художніх фільмів ім. О. П. Довженка                                                                          |
| Земні та небесні пригоди                                                      | Ігор Вєтров                                                | 1974      | Київська кіностудія художніх фільмів ім. О. П. Довженка                                                                          |
| Щовечора після роботи                                                         | Констянтин Єршов                                           | 1974      | Київська кіностудія художніх фільмів ім. О. П. Довженка                                                                          |
| Лицар Вася                                                                    | Володимир Попков                                           | 1974      | Київська кіностудія художніх фільмів ім. О. П. Довженка                                                                          |
| Мріяти і жити                                                                 | Юрій Іллєнко                                               | 1974      | Київська кіностудія художніх фільмів ім. О. П. Довженка                                                                          |
| Народжені танцем                                                              | Павло Вірський, Алла Сурикова                              | 1974      | Київська кіностудія художніх фільмів ім. О. П. Довженка                                                                          |
| Ні пуху, ні пера                                                              | Віктор Іванов                                              | 1974      | Київська кіностудія художніх фільмів ім. О. П. Довженка                                                                          |
| Особисте життя                                                                | Володимир Довгань                                          | 1974      | Київська кіностудія художніх фільмів ім. О. П. Довженка                                                                          |
| Поцілунок Чаніти                                                              | Євген Шерстобітов                                          | 1974      | Київська кіностудія художніх фільмів ім. О. П. Довженка                                                                          |
| Таємниця партизанської землянки                                               | Юрій Збанацький                                            | 1974      | Київська кіностудія художніх фільмів ім. О. П. Довженка                                                                          |
| Білий башлик                                                                  | Володимир Савельєв                                         | 1974      | Київська кіностудія художніх фільмів ім. О. П. Довженка                                                                          |
| Втеча з палацу                                                                | Микола Малецький, Володимир Попков                         | 1975      | Київська кіностудія художніх фільмів ім. О. П. Довженка                                                                          |
| Дума про Ковпака                                                              | Тимофій Левчук                                             | 1975      | Київська кіностудія художніх фільмів ім. О. П. Довженка                                                                          |
| Канал                                                                         | Володимир Бортко                                           | 1975      | Київська кіностудія художніх фільмів ім. О. П. Довженка                                                                          |
| Каштанка                                                                      | Роман Балаян                                               | 1975      | Київська кіностудія художніх фільмів ім. О. П. Довженка (телефільм)                                                              |
| Марина                                                                        | Борис Івченко                                              | 1975      | Київська кіностудія художніх фільмів ім. О. П. Довженка                                                                          |
| Не віддавай королеву                                                          | Олег Ленціус                                               | 1975      | Київська кіностудія художніх фільмів ім. О. П. Довженка                                                                          |
| Небо—земля—небо                                                               | Анатолій Буковський                                        | 1975      | Київська кіностудія художніх фільмів ім. О. П. Довженка                                                                          |
| Переходимо до любові                                                          | Олексій Мішурін, Олег Фіалко                               | 1975      | Київська кіностудія художніх фільмів ім. О. П. Довженка                                                                          |
| Ральфе, здраствуй! (Боцман)                                                   | Валерій Сивак                                              | 1975      | Київська кіностудія художніх фільмів ім. О. П. Довженка                                                                          |
| Ральфе, здраствуй!                                                            | Михайло Бєліков                                            | 1975      | Київська кіностудія художніх фільмів ім. О. П. Довженка                                                                          |
| Ральфе, здраствуй! (Чіп)                                                      | В'ячеслав Криштофович                                      | 1975      | Київська кіностудія художніх фільмів ім. О. П. Довженка                                                                          |
| Там вдалині, за рікою                                                         | Михайло Іллєнко                                            | 1975      | Київська кіностудія художніх фільмів ім. О. П. Довженка                                                                          |
| Це було в Міжгір'ї                                                            | Мунід Закіров                                              | 1975      | Київська кіностудія художніх фільмів ім. О. П. Довженка                                                                          |
| Юркові світанки                                                               | Микола Ільїнський                                          | 1975      | Київська кіностудія художніх фільмів ім. О. П. Довженка (телефільм)                                                              |
| Я більше не буду                                                              | Євген Шерстобітов                                          | 1975      | Київська кіностудія художніх фільмів ім. О. П. Довженка                                                                          |
| Ати-бати, йшли солдати…                                                       | Леонід Биков                                               | 1976      | Київська кіностудія художніх фільмів ім. О. П. Довженка                                                                          |
| Бути братом                                                                   | Григорій Ліпшиць                                           | 1976      | Київська кіностудія художніх фільмів ім. О. П. Довженка                                                                          |
| Ви Петька не бачили?                                                          | Валентин Попов                                             | 1976      | Київська кіностудія художніх фільмів ім. О. П. Довженка                                                                          |
| Від і до                                                                      | Олексій Мішурін                                            | 1976      | Київська кіностудія художніх фільмів ім. О. П. Довженка                                                                          |
| Еквілібрист                                                                   | Леонід Нечаєв                                              | 1976      | Київська кіностудія художніх фільмів ім. О. П. Довженка                                                                          |
| Місце спринтера вакантне                                                      | Анатолій Іванов                                            | 1976      | Київська кіностудія художніх фільмів ім. О. П. Довженка                                                                          |
| Не плач, дівчино                                                              | Євген Шерстобітов                                          | 1976      | Київська кіностудія художніх фільмів ім. О. П. Довженка                                                                          |
| Острів юності                                                                 | Юрій Слупський, Борис Шиленко                              | 1966      | Київська кіностудія художніх фільмів ім. О. П. Довженка                                                                          |
| Пам'ять землі                                                                 | Борис Савченко                                             | 1976      | Київська кіностудія художніх фільмів ім. О. П. Довженка                                                                          |
| Припустимо — ти капітан...                                                    | Алла Сурикова                                              | 1976      | Київська кіностудія художніх фільмів ім. О. П. Довженка                                                                          |
| Така вона, гра                                                                | Володимир Попков                                           | 1976      | Київська кіностудія художніх фільмів ім. О. П. Довженка                                                                          |
| Тривожний місяць вересень                                                     | Леонід Осика                                               | 1976      | Київська кіностудія художніх фільмів ім. О. П. Довженка                                                                          |
| Хвилі Чорного моря                                                            | В'ячеслав Криштофович, Артур Войтецький, Олег Гойда        | 1976      | Київська кіностудія художніх фільмів ім. О. П. Довженка, ТО Луч (телефільм)                                                      |
| Весь світ в очах твоїх…                                                       | Станіслав Клименко, Іван Симоненко                         | 1977      | Київська кіностудія художніх фільмів ім. О. П. Довженка                                                                          |
| Бірюк                                                                         | Роман Балаян                                               | 1977      | Київська кіностудія художніх фільмів ім. О. П. Довженка                                                                          |
| Єралашний рейс                                                                | Олег Фіалко                                                | 1977      | Київська кіностудія художніх фільмів ім. О. П. Довженка                                                                          |
| За п'ять секунд до катастрофи                                                 | Анатолій Іванов                                            | 1977      | Київська кіностудія художніх фільмів ім. О. П. Довженка                                                                          |
| Завтра вистава                                                                | Юрій Тупицький                                             | 1977      | Київська кіностудія художніх фільмів ім. О. П. Довженка                                                                          |
| Запрошення до танцю                                                           | Володимир Савельєв                                         | 1977      | Київська кіностудія художніх фільмів ім. О. П. Довженка                                                                          |
| На короткій хвилі                                                             | Михайло Бєліков                                            | 1977      | Київська кіностудія художніх фільмів ім. О. П. Довженка                                                                          |
| Шлях до Софії                                                                 | Микола Мащенко                                             | 1977      | Київська кіностудія художніх фільмів ім. О. П. Довженка (телефільм)                                                              |
| Народжена революцією                                                          | Григорій Кохан                                             | 1977      | Київська кіностудія художніх фільмів ім. О. П. Довженка (телефільм)                                                              |
| Перед іспитом                                                                 | В'ячеслав Криштофович                                      | 1977      | Київська кіностудія художніх фільмів ім. О. П. Довженка (телефільм)                                                              |
| Право на любов                                                                | Анатолій Слісаренко                                        | 1977      | Київська кіностудія художніх фільмів ім. О. П. Довженка                                                                          |
| Р. В. С.                                                                      | Олексій Мороз                                              | 1977      | Київська кіностудія художніх фільмів ім. О. П. Довженка                                                                          |
| Рідні                                                                         | Микола Ільїнський                                          | 1977      | Київська кіностудія художніх фільмів ім. О. П. Довженка (телефільм)                                                              |
| Щедрий вечір                                                                  | Олександр Муратов                                          | 1977      | Київська кіностудія художніх фільмів ім. О. П. Довженка                                                                          |
| Алтунін приймає рішення                                                       | Олег Ленціус                                               | 1978      | Київська кіностудія художніх фільмів ім. О. П. Довженка                                                                          |
| Бачу ціль                                                                     | Сурен Шахбазян                                             | 1978      | Київська кіностудія художніх фільмів ім. О. П. Довженка                                                                          |
| Блакитні блискавки                                                            | Ісак Шмарук                                                | 1978      | Київська кіностудія художніх фільмів ім. О. П. Довженка                                                                          |
| Будьте напоготові, Ваша високосте!                                            | Володимир Попков                                           | 1978      | Київська кіностудія художніх фільмів ім. О. П. Довженка                                                                          |
| Віщує перемогу                                                                | Валерій Сивак                                              | 1978      | Київська кіностудія художніх фільмів ім. О. П. Довженка                                                                          |
| День перший, день останній                                                    | Юрій Ляшенко                                               | 1978      | Київська кіностудія художніх фільмів ім. О. П. Довженка                                                                          |
| Дивертисмент                                                                  | Володимир Савельєв                                         | 1978      | Київська кіностудія художніх фільмів ім. О. П. Довженка                                                                          |
| Дипломати мимоволі                                                            | Олексій Мішурін                                            | 1978      | Київська кіностудія художніх фільмів ім. О. П. Довженка                                                                          |
| За все у відповіді                                                            | Віталій Кондратов, Юлій Слупський                          | 1978      | Київська кіностудія художніх фільмів ім. О. П. Довженка                                                                          |
| Королі і капуста                                                              | Микола Рашеєв                                              | 1978      | Київська кіностудія художніх фільмів ім. О. П. Довженка                                                                          |
| Любаша                                                                        | Олександр Муратов                                          | 1978      | Київська кіностудія художніх фільмів ім. О. П. Довженка                                                                          |
| Море                                                                          | Леонід Осика                                               | 1978      | Київська кіностудія художніх фільмів ім. О. П. Довженка                                                                          |
| Напередодні прем'єри                                                          | Олег Гойда                                                 | 1978      | Київська кіностудія художніх фільмів ім. О. П. Довженка                                                                          |
| Незрима робота                                                                | Михайло Бєліков                                            | 1978      | Київська кіностудія художніх фільмів ім. О. П. Довженка                                                                          |
| Незручна людина                                                               | Володимир Довгань                                          | 1978      | Київська кіностудія художніх фільмів ім. О. П. Довженка                                                                          |
| Під сузір'ям Близнюків                                                        | Борис Івченко                                              | 1978      | Київська кіностудія художніх фільмів ім. О. П. Довженка                                                                          |
| Підпільний обком діє                                                          | Анатолій Буковський                                        | 1978      | Київська кіностудія художніх фільмів ім. О. П. Довженка                                                                          |
| Пробивна людина                                                               | Олег Фіалко                                                | 1978      | Київська кіностудія художніх фільмів ім. О. П. Довженка                                                                          |
| Свято печеної картоплі                                                        | Юрій Іллєнко                                               | 1978      | Київська кіностудія художніх фільмів ім. О. П. Довженка                                                                          |
| Тачанка з півдня                                                              | Євген Шерстобитов                                          | 1978      | Київська кіностудія художніх фільмів ім. О. П. Довженка                                                                          |
| Біла тінь                                                                     | Євген Хринюк, Оксана Лисенко                               | 1979      | Київська кіностудія художніх фільмів ім. О. П. Довженка                                                                          |
| Бунтівний «Оріон»                                                             | Євген Шерстобитов                                          | 1979      | Київська кіностудія художніх фільмів ім. О. П. Довженка                                                                          |
| Вавилон XX                                                                    | Іван Миколайчук                                            | 1979      | Київська кіностудія художніх фільмів ім. О. П. Довженка                                                                          |
| Важка вода                                                                    | Леопольд Бескодарний                                       | 1979      | Київська кіностудія художніх фільмів ім. О. П. Довженка                                                                          |
| Вигідний контракт                                                             | Володимир Савельєв                                         | 1979      | Київська кіностудія художніх фільмів ім. О. П. Довженка                                                                          |
| Впізнай мене                                                                  | Володимир Попков                                           | 1979      | Київська кіностудія художніх фільмів ім. О. П. Довженка                                                                          |
| Зустріч                                                                       | Олександр Ітигілов                                         | 1979      | Київська кіностудія художніх фільмів ім. О. П. Довженка                                                                          |
| Дощ у чужому місті                                                            | Володимир Горпенко, Михайло Рєзникович                     | 1979      | Київська кіностудія художніх фільмів ім. О. П. Довженка                                                                          |
| Чекайте зв'язкового                                                           | Отар Коберідзе                                             | 1979      | Київська кіностудія художніх фільмів ім. О. П. Довженка                                                                          |
| Женці                                                                         | Володимир Денисенко                                        | 1979      | Київська кіностудія художніх фільмів ім. О. П. Довженка                                                                          |
| Київські зустрічі (В останні дні літа)                                        | Сільвія Сергейчикова                                       | 1979      | Київська кіностудія художніх фільмів ім. О. П. Довженка                                                                          |
| Київські зустрічі (Дотик)                                                     | Борис Шиленко                                              | 1979      | Київська кіностудія художніх фільмів ім. О. П. Довженка                                                                          |
| Київські зустрічі (Затяжний стрибок)                                          | Микола Засєєв-Руденко                                      | 1979      | Київська кіностудія художніх фільмів ім. О. П. Довженка                                                                          |
| Київські зустрічі (Сімейна драма)                                             | Юрій Жариков                                               | 1979      | Київська кіностудія художніх фільмів ім. О. П. Довженка                                                                          |
| Київські зустрічі (Я вас зустрів…)                                            | Валентин Фещенко                                           | 1979      | Київська кіностудія художніх фільмів ім. О. П. Довженка                                                                          |
| Мій генерал                                                                   | Андрій Бенкендорф                                          | 1979      | Київська кіностудія художніх фільмів ім. О. П. Довженка                                                                          |
| Оглядини                                                                      | Віктор Іванов                                              | 1979      | Київська кіностудія художніх фільмів ім. О. П. Довженка                                                                          |
| Поїзди революції                                                              |                                                            | 1979      | Київська кіностудія художніх фільмів ім. О. П. Довженка                                                                          |
| Подорож через місто (новела «Любов під псевдонімом»)                          | Микола Засєєв-Руденко                                      | 1979      | Київська кіностудія художніх фільмів ім. О. П. Довженка                                                                          |
| Подорож через місто                                                           | Андрій Бенкендорф                                          | 1979      | Київська кіностудія художніх фільмів ім. О. П. Довженка                                                                          |
| Пробивна людина                                                               | Олег Фіалко                                                | 1979      | Київська кіностудія художніх фільмів ім. О. П. Довженка                                                                          |
| Розколоте небо                                                                | Анатолій Іванов                                            | 1979      | Київська кіностудія художніх фільмів ім. О. П. Довженка                                                                          |
| Своє щастя                                                                    | В'ячеслав Криштофович                                      | 1979      | Київська кіностудія художніх фільмів ім. О. П. Довженка (телефільм)                                                              |
| Смужка нескошених диких квітів                                                | Юрій Іллєнко                                               | 1979      | Київська кіностудія художніх фільмів ім. О. П. Довженка                                                                          |
| Червоні погони                                                                | Олег Гойда                                                 | 1980      | Київська кіностудія художніх фільмів ім. О. П. Довженка                                                                          |
| Беремо все на себе                                                            | Євген Шерстобітов                                          | 1980      | Київська кіностудія художніх фільмів ім. О. П. Довженка                                                                          |
| Від Бугу до Вісли                                                             | Тимофій Левчук                                             | 1980      | Київська кіностудія художніх фільмів ім. О. П. Довженка                                                                          |
| Візит у Ковалівку                                                             | Анатолій Буковський                                        | 1980      | Київська кіностудія художніх фільмів ім. О. П. Довженка                                                                          |
| Дачна поїздка сержанта Цибулі                                                 | Микола Літус                                               | 1980      | Київська кіностудія художніх фільмів ім. О. П. Довженка                                                                          |
| Дивна відпустка                                                               | Ігор Вєтров, Микола Засєєв-Руденко                         | 1980      | Київська кіностудія художніх фільмів ім. О. П. Довженка                                                                          |
| Довгі дні, короткі тижні...                                                   | Семен Винокуров, Володимир Попков                          | 1980      | Київська кіностудія художніх фільмів ім. О. П. Довженка                                                                          |
| Дрібниці життя                                                                | В'ячеслав Криштофович                                      | 1980      | Київська кіностудія художніх фільмів ім. О. П. Довженка (телефільм)                                                              |
| Дударики                                                                      | Станіслав Клименко                                         | 1980      | Київська кіностудія художніх фільмів ім. О. П. Довженка                                                                          |
| Чекаю і сподіваюсь                                                            | Сурен Шахбазян                                             | 1980      | Київська кіностудія художніх фільмів ім. О. П. Довженка                                                                          |
| Київські зустрічі (Зупинись, мить…)                                           | Віктор Жилко                                               | 1980      | Київська кіностудія художніх фільмів ім. О. П. Довженка                                                                          |
| Скарбничка                                                                    | Михайло Григор'єв                                          | 1980      | Київська кіностудія художніх фільмів ім. О. П. Довженка                                                                          |
| Лісова пісня. Мавка                                                           | Юрій Іллєнко                                               | 1980      | Київська кіностудія художніх фільмів ім. О. П. Довженка                                                                          |
| «Мерседес» тікає від погоні                                                   | Юрій Ляшенко                                               | 1980      | Київська кіностудія художніх фільмів ім. О. П. Довженка                                                                          |
| Мільйони Ферфакса                                                             | Микола Ільїнський                                          | 1980      | Київська кіностудія художніх фільмів ім. О. П. Довженка                                                                          |
| Овід                                                                          | Микола Мащенко                                             | 1980      | Київська кіностудія художніх фільмів ім. О. П. Довженка (телефільм)                                                              |
| Оповіді про кохання                                                           | Артур Войтецький                                           | 1980      | Київська кіностудія художніх фільмів ім. О. П. Довженка                                                                          |
| Платон мені друг                                                              | Віктор Шкурин                                              | 1980      | Київська кіностудія художніх фільмів ім. О. П. Довженка                                                                          |
| Поїзд надзвичайного призначення                                               | Володимир Шевченко                                         | 1980      | Київська кіностудія художніх фільмів ім. О. П. Довженка                                                                          |
| Час літніх гроз                                                               | Анатолій Буковський                                        | 1980      | Київська кіностудія художніх фільмів ім. О. П. Довженка                                                                          |
| Продається ведмежа шкура                                                      | Олександр Ітигілов                                         | 1980      | Київська кіностудія художніх фільмів ім. О. П. Довженка (телефільм)                                                              |
| Чорна курка, або Підземні жителі                                              | Віктор Гресь                                               | 1980      | Київська кіностудія художніх фільмів ім. О. П. Довженка                                                                          |
| Будемо чекати, повертайся                                                     | Микола Малецький                                           | 1981      | Київська кіностудія художніх фільмів ім. О. П. Довженка                                                                          |
| Високий перевал                                                               | Володимир Денисенко                                        | 1981      | Київська кіностудія художніх фільмів ім. О. П. Довженка                                                                          |
| Два дні у грудні                                                              | Борис Івченко                                              | 1981      | Київська кіностудія художніх фільмів ім. О. П. Довженка                                                                          |
| Жінки жартують серйозно                                                       | Констянтин Єршов                                           | 1981      | Київська кіностудія художніх фільмів ім. О. П. Довженка                                                                          |
| Історія одного кохання                                                        | Артур Войтецький                                           | 1981      | Київська кіностудія художніх фільмів ім. О. П. Довженка                                                                          |
| Капіж                                                                         | Андрій Бенкендорф                                          | 1981      | Київська кіностудія художніх фільмів ім. О. П. Довженка                                                                          |
| Мужність                                                                      | Борис Савченко                                             | 1981      | Київська кіностудія художніх фільмів ім. О. П. Довженка (телефільм)                                                              |
| Неспокійне літо / Беспокойное лето                                            | Ярослав Ланчак                                             | 1981      | Київська кіностудія художніх фільмів ім. О. П. Довженка                                                                          |
| Ніч коротка                                                                   | Михайло Бєліков                                            | 1981      | Київська кіностудія художніх фільмів ім. О. П. Довженка                                                                          |
| Останній гейм                                                                 | Юлій Слупський                                             | 1981      | Київська кіностудія художніх фільмів ім. О. П. Довженка                                                                          |
| Під свист куль                                                                | Борис Шиленко                                              | 1981      | Київська кіностудія художніх фільмів ім. О. П. Довженка                                                                          |
| Ранок за вечір мудріший                                                       | Олександр Муратов                                          | 1981      | Київська кіностудія художніх фільмів ім. О. П. Довженка                                                                          |
| Така пізня, така тепла осінь                                                  | Іван Миколайчук                                            | 1981      | Київська кіностудія художніх фільмів ім. О. П. Довженка                                                                          |
| Яблоко на ладони / Яблуко на долоні                                           | Микола Рашеєв                                              | 1981      | Київська кіностудія художніх фільмів ім. О. П. Довженка                                                                          |
| Ярослав Мудрый / Ярослав Мудрий                                               | Григорій Кохан                                             | 1981      | Київська кіностудія художніх фільмів ім. О. П. Довженка                                                                          |
| Без року тиждень                                                              | Микола Засєєв-Руденко                                      | 1982      | Київська кіностудія художніх фільмів ім. О. П. Довженка                                                                          |
| Голос пам'яті                                                                 | Віктор Жилко                                               | 1982      | Київська кіностудія художніх фільмів ім. О. П. Довженка, Мосфільм, ЕМТО Дебют                                                    |
| Гонки по вертикалі                                                            | Олександр Муратов                                          | 1982      | Київська кіностудія художніх фільмів ім. О. П. Довженка (телефільм)                                                              |
| Грачі                                                                         | Констянтин Єршов                                           | 1982      | Київська кіностудія художніх фільмів ім. О. П. Довженка                                                                          |
| Знайди свій дім                                                               | Юрій Тупицький                                             | 1982      | Київська кіностудія художніх фільмів ім. О. П. Довженка                                                                          |
| Зоряне відрядження                                                            | Борис Івченко                                              | 1982      | Київська кіностудія художніх фільмів ім. О. П. Довженка                                                                          |
| Інспектор Лосєв/ Инспектор Лосев                                              | Олег Гойда                                                 | 1982      | Київська кіностудія художніх фільмів ім. О. П. Довженка                                                                          |
| Казнить не представляется возможным/ Стратити не представляється можливим     | Ісак Шмарук                                                | 1982      | Київська кіностудія художніх фільмів ім. О. П. Довженка                                                                          |
| Ніжність до ревучого звіра/ Нежность к ревущему зверю                         | Володимир Попков, Станіслав Третьяков                      | 1982      | Київська кіностудія художніх фільмів ім. О. П. Довженка                                                                          |
| Побачення / Свидание                                                          | Олександр Ітигілов                                         | 1982      | Київська кіностудія художніх фільмів ім. О. П. Довженка                                                                          |
| Повернення Баттерфляй                                                         | Олег Фіалко                                                | 1982      | Київська кіностудія художніх фільмів ім. О. П. Довженка                                                                          |
| Подолання / Преодоление                                                       | Микола Літус, Іван Симоненко                               | 1982      | Київська кіностудія художніх фільмів ім. О. П. Довженка                                                                          |
| Польоти уві сні та наяву/ Полёты во сне и наяву                               | Роман Балаян                                               | 1982      | Київська кіностудія художніх фільмів ім. О. П. Довженка                                                                          |
| Попередження/ Предупреждение/ Die Mahnung                                     | Хуан-Антоніо Бардем (Juan Antonio Bardem)                  | 1982      | Київська кіностудія художніх фільмів ім. О. П. Довженка/ Бояна (Болгарія)/ ДЕФА (НДР)/ Совінфільму                               |
| Семейное дело / Сімейна справа                                                | Микола Малецький                                           | 1982      | Київська кіностудія художніх фільмів ім. О. П. Довженка                                                                          |
| Тайны святого Юра / Таємниці святого Юра                                      | Валеріан Підпалий                                          | 1982      | Київська кіностудія художніх фільмів ім. О. П. Довженка                                                                          |
| Вир / Водоворот                                                               | Станіслав Клименко                                         | 1983      | Київська кіностудія художніх фільмів ім. О. П. Довженка                                                                          |
| Володимир Сосюра                                                              | Андрій Дончик                                              | 1983      | Київська кіностудія художніх фільмів ім. О. П. Довженка (документальний телефільм)                                               |
| Якщо ворог не здається...                                                     | Тимофій Левчук                                             | 1983      | Київська кіностудія художніх фільмів ім. О. П. Довженка                                                                          |
| Карастоянови                                                                  | Микола Мащенко                                             | 1983      | Київська кіностудія художніх фільмів ім. О. П. Довженка (телефільм)                                                              |
| Карусель                                                                      | Володимир Попков                                           | 1983      | Київська кіностудія художніх фільмів ім. О. П. Довженка (телефільм)                                                              |
| Климко                                                                        | Микола Вінграновський                                      | 1983      | Київська кіностудія художніх фільмів ім. О. П. Довженка                                                                          |
| Легенда о княгине Ольге / Легенда про княгиню Ольгу                           | Юрій Іллєнко                                               | 1983      | Київська кіностудія художніх фільмів ім. О. П. Довженка                                                                          |
| Миргород та його мешканці                                                     | Михайло Іллєнко                                            | 1983      | Київська кіностудія художніх фільмів ім. О. П. Довженка (телефільм)                                                              |
| На вагу золота                                                                | Євген Шерстобітов                                          | 1983      | Київська кіностудія художніх фільмів ім. О. П. Довженка                                                                          |
| Не було б щастя...                                                            | Констянтин Єршов                                           | 1983      | Київська кіностудія художніх фільмів ім. О. П. Довженка                                                                          |
| Ненаглядний мій                                                               | Артур Войтецький                                           | 1983      | Київська кіностудія художніх фільмів ім. О. П. Довженка                                                                          |
| Паризька драма                                                                | Микола Мащенко                                             | 1983      | Київська кіностудія художніх фільмів ім. О. П. Довженка                                                                          |
| Повернення з орбіти                                                           | Олександр Сурин                                            | 1983      | Київська кіностудія художніх фільмів ім. О. П. Довженка                                                                          |
| Поцілунок                                                                     | Роман Балаян                                               | 1983      | Київська кіностудія художніх фільмів ім. О. П. Довженка (телефільм)                                                              |
| Прискорення                                                                   | Григорій Кохан                                             | 1983      | Київська кіностудія художніх фільмів ім. О. П. Довженка                                                                          |
| Провал операції «Велика ведмедиця»                                            | Анатолій Буковський                                        | 1983      | Київська кіностудія художніх фільмів ім. О. П. Довженка                                                                          |
| Раптовий викид                                                                | Борис Івченко                                              | 1983      | Київська кіностудія художніх фільмів ім. О. П. Довженка                                                                          |
| Щастя Никифора Бубнова                                                        | Роллан Сергієнко                                           | 1983      | Київська кіностудія художніх фільмів ім. О. П. Довженка                                                                          |
| Три гільзи від англійського карабіна                                          | Володимир Довгань                                          | 1983      | Київська кіностудія художніх фільмів ім. О. П. Довженка                                                                          |
| Добрі наміри                                                                  | Андрій Бенкендорф                                          | 1984      | Київська кіностудія художніх фільмів ім. О. П. Довженка                                                                          |
| В лісах під Ковелем                                                           | Юрій Тупицький                                             | 1984      | Київська кіностудія художніх фільмів ім. О. П. Довженка                                                                          |
| Вантаж без маркування                                                         | Володимир Попков                                           | 1984      | Київська кіностудія художніх фільмів ім. О. П. Довженка                                                                          |
| Володчине життя                                                               | Анатолій Буковський                                        | 1984      | Київська кіностудія художніх фільмів ім. О. П. Довженка                                                                          |
| Все починається з любові                                                      | Ярослав Ланчак                                             | 1984      | Київська кіностудія художніх фільмів ім. О. П. Довженка                                                                          |
| Два гусари                                                                    | В'ячеслав Криштофович                                      | 1984      | Київська кіностудія художніх фільмів ім. О. П. Довженка (телефільм)                                                              |
| Якщо можеш, прости...                                                         | Олександр Ітигілов                                         | 1984      | Київська кіностудія художніх фільмів ім. О. П. Довженка                                                                          |
| За ніччю день іде                                                             | Олег Бійма                                                 | 1984      | Київська кіностудія художніх фільмів ім. О. П. Довженка                                                                          |
| Загублені в пісках                                                            | Микола Ільїнський                                          | 1984      | Київська кіностудія художніх фільмів ім. О. П. Довженка                                                                          |
| Звинувачення / Обвинение                                                      | Володимир Савельєв                                         | 1984      | Київська кіностудія художніх фільмів ім. О. П. Довженка                                                                          |
| І чудова мить перемоги                                                        | В'ячеслав Винник                                           | 1984      | Київська кіностудія художніх фільмів ім. О. П. Довженка                                                                          |
| Канкан в Англійському парку                                                   | Валеріан Підпалий                                          | 1984      | Київська кіностудія художніх фільмів ім. О. П. Довженка                                                                          |
| Капітан Фракасс                                                               | Володимир Савельєв                                         | 1984      | Київська кіностудія художніх фільмів ім. О. П. Довженка (телефільм)                                                              |
| Одиниця «з обманом»                                                           | Андрій Праченко                                            | 1984      | Київська кіностудія художніх фільмів ім. О. П. Довженка                                                                          |
| Петля                                                                         | Олег Гойда                                                 | 1984      | Київська кіностудія художніх фільмів ім. О. П. Довженка (телефільм)                                                              |
| Прелюдія долі                                                                 | Сергій Лисецький                                           | 1984      | Київська кіностудія художніх фільмів ім. О. П. Довженка                                                                          |
| Розсмішіть клоуна                                                             | Микола Рашеєв                                              | 1984      | Київська кіностудія художніх фільмів ім. О. П. Довженка (телефільм)                                                              |
| Твоє мирне небо                                                               | Володимир Горпенко, Ісак Шмарук                            | 1984      | Київська кіностудія художніх фільмів ім. О. П. Довженка                                                                          |
| У привидів у полоні                                                           | Анатолій Іванов                                            | 1984      | Київська кіностудія художніх фільмів ім. О. П. Довженка                                                                          |
| Вклонись до землі                                                             | Леонід Осика                                               | 1985      | Київська кіностудія художніх фільмів ім. О. П. Довженка                                                                          |
| Володя великий, Володя маленький                                              | В'ячеслав Криштофович                                      | 1985      | Київська кіностудія художніх фільмів ім. О. П. Довженка (телефільм)                                                              |
| Женихи                                                                        | Станіслав Клименко                                         | 1985      | Київська кіностудія художніх фільмів ім. О. П. Довженка                                                                          |
| І ніхто на світі                                                              | Володимир Довгань                                          | 1985      | Київська кіностудія художніх фільмів ім. О. П. Довженка                                                                          |
| Які ж ми були молоді                                                          | Михайло Бєліков                                            | 1985      | Київська кіностудія художніх фільмів ім. О. П. Довженка                                                                          |
| Кожен мисливець бажає знати...                                                | Михайло Іллєнко                                            | 1985      | Київська кіностудія художніх фільмів ім. О. П. Довженка                                                                          |
| Контрудар                                                                     | Володимир Шевченко                                         | 1985      | Київська кіностудія художніх фільмів ім. О. П. Довженка                                                                          |
| Легенда про безсмертя                                                         | Борис Савченко                                             | 1985      | Київська кіностудія художніх фільмів ім. О. П. Довженка                                                                          |
| Ми звинувачуємо                                                               | Тимофій Левчук                                             | 1985      | Київська кіностудія художніх фільмів ім. О. П. Довженка                                                                          |
| Чоловіки є чоловіки                                                           | Олексій Мороз                                              | 1985      | Київська кіностудія художніх фільмів ім. О. П. Довженка                                                                          |
| На крутозламі                                                                 | Микола Літус                                               | 1985      | Київська кіностудія художніх фільмів ім. О. П. Довженка                                                                          |
| Напередодні                                                                   | Микола Мащенко                                             | 1985      | Київська кіностудія художніх фільмів ім. О. П. Довженка, Бояна (Болгарія) (телефільм)                                            |
| Осінні ранки                                                                  | Олександр Муратов                                          | 1985      | Київська кіностудія художніх фільмів ім. О. П. Довженка (телефільм)                                                              |
| Пароль знали двоє                                                             | Микола Літус                                               | 1985      | Київська кіностудія художніх фільмів ім. О. П. Довженка                                                                          |
| Стрибок                                                                       | Микола Малецький                                           | 1985      | Київська кіностудія художніх фільмів ім. О. П. Довженка                                                                          |
| Чужий дзвінок                                                                 | Сергій Олійник                                             | 1985      | Київська кіностудія художніх фільмів ім. О. П. Довженка                                                                          |
| Десь гримить війна                                                            | Артур Войтецький                                           | 1986      | Київська кіностудія художніх фільмів ім. О. П. Довженка                                                                          |
| До розслідування приступити (Версія)                                          | Андрій Бенкендорф                                          | 1986      | Київська кіностудія художніх фільмів ім. О. П. Довженка                                                                          |
| За покликом серця                                                             | Галина Шигаєва, Суламіф Цибульник                          | 1986      | Київська кіностудія художніх фільмів ім. О. П. Довженка                                                                          |
| Звинувачується весілля                                                        | Олександр Ітигілов                                         | 1986      | Київська кіностудія художніх фільмів ім. О. П. Довженка                                                                          |
| Золотий ланцюг                                                                | Олександр Муратов                                          | 1986      | Київська кіностудія художніх фільмів ім. О. П. Довженка                                                                          |
| І в звуках пам'ять відгукнеться…                                              | Тимофій Левчук                                             | 1986      | Київська кіностудія художніх фільмів ім. О. П. Довженка                                                                          |
| Ігор Саввович                                                                 | Борис Савченко                                             | 1986      | Київська кіностудія художніх фільмів ім. О. П. Довженка                                                                          |
| Капітан «Пілігрима»                                                           | Андрій Праченко                                            | 1986      | Київська кіностудія художніх фільмів ім. О. П. Довженка                                                                          |
| Кармелюк                                                                      | Григорій Кохан                                             | 1986      | Київська кіностудія художніх фільмів ім. О. П. Довженка                                                                          |
| Крижані квіти                                                                 | Юрій Тупицький                                             | 1986      | Київська кіностудія художніх фільмів ім. О. П. Довженка                                                                          |
| Мама, рідна, любима...                                                        | Микола Мащенко                                             | 1986      | Київська кіностудія художніх фільмів ім. О. П. Довженка                                                                          |
| Міст через життя/ Мост через жизнь                                            | Олег Гойда                                                 | 1986      | Київська кіностудія художніх фільмів ім. О. П. Довженка                                                                          |
| Наближення до майбутнього                                                     | Сурен Шахбазян                                             | 1986      | Київська кіностудія художніх фільмів ім. О. П. Довженка                                                                          |
| Нас водила молодість...                                                       | Євген Шерстобітов                                          | 1986      | Київська кіностудія художніх фільмів ім. О. П. Довженка                                                                          |
| Бережи мене, мій талісмане                                                    | Роман Балаян                                               | 1986      | Київська кіностудія художніх фільмів ім. О. П. Довженка                                                                          |
| Самотня жінка бажає познайомитися                                             | В'ячеслав Криштофович                                      | 1986      | Київська кіностудія художніх фільмів ім. О. П. Довженка                                                                          |
| Першоцвіт                                                                     | Віктор Жилко                                               | 1986      | Київська кіностудія художніх фільмів ім. О. П. Довженка                                                                          |
| Поруч з вами                                                                  | Микола Малецький                                           | 1986      | Київська кіностудія художніх фільмів ім. О. П. Довженка                                                                          |
| Прем'єра у Сосновці                                                           | Аркадій Микульський                                        | 1986      | Київська кіностудія художніх фільмів ім. О. П. Довженка                                                                          |
| Рік теляти                                                                    | Володимир Попков                                           | 1986      | Київська кіностудія художніх фільмів ім. О. П. Довженка                                                                          |
| Щасливий, хто любив…                                                          | Анатолій Іванов                                            | 1986      | Київська кіностудія художніх фільмів ім. О. П. Довженка                                                                          |
| Випадок із газетної практики                                                  | Микола Літус                                               | 1987      | Київська кіностудія художніх фільмів ім. О. П. Довженка                                                                          |
| Все перемагає любов                                                           | Микола Мащенко                                             | 1987      | Київська кіностудія художніх фільмів ім. О. П. Довженка                                                                          |
| Виконати будь-яку правду                                                      | Олександр Муратов                                          | 1987      | Київська кіностудія художніх фільмів ім. О. П. Довженка                                                                          |
| Голий                                                                         | Галина Шигаєва                                             | 1987      | Київська кіностудія художніх фільмів ім. О. П. Довженка/ ТО Дебют                                                                |
| Гра з невідомим                                                               | Петро Солдатенков                                          | 1987      | Київська кіностудія художніх фільмів ім. О. П. Довженка                                                                          |
| Дискжокей                                                                     | Борис Небієрідзе                                           | 1987      | Київська кіностудія художніх фільмів ім. О. П. Довженка                                                                          |
| До розслідування приступити (Наклеп)                                          | Андрій Бенкендорф                                          | 1987      | Київська кіностудія художніх фільмів ім. О. П. Довженка                                                                          |
| Жив-був Шишлов                                                                | Володимир Досталь, Володимир Мотиль                        | 1987      | Київська кіностудія художніх фільмів ім. О. П. Довженка                                                                          |
| І завтра жити                                                                 | Валерій Підпалий                                           | 1987      | Київська кіностудія художніх фільмів ім. О. П. Довженка                                                                          |
| Казка про гучний барабан                                                      | Євген Шерстобітов                                          | 1987      | Київська кіностудія художніх фільмів ім. О. П. Довженка                                                                          |
| Квартирант                                                                    | Олександр Візир                                            | 1987      | Київська кіностудія художніх фільмів ім. О. П. Довженка                                                                          |
| Монологи. Зйомки «відкритою» камерою                                          | Петро Солдатенков                                          | 1987      | Київська кіностудія художніх фільмів ім. О. П. Довженка                                                                          |
| Моя дорога                                                                    | Володимир Довгань                                          | 1987      | Київська кіностудія художніх фільмів ім. О. П. Довженка                                                                          |
| Повернення                                                                    | Анатолій Буковський                                        | 1987      | Київська кіностудія художніх фільмів ім. О. П. Довженка                                                                          |
| Поки є час                                                                    | Борис Шиленко                                              | 1987      | Київська кіностудія художніх фільмів ім. О. П. Довженка                                                                          |
| Поранені камені                                                               | Микола Засєєв-Руденко                                      | 1987      | Київська кіностудія художніх фільмів ім. О. П. Довженка                                                                          |
| Руда фея                                                                      | Володимир Коваленко                                        | 1987      | Київська кіностудія художніх фільмів ім. О. П. Довженка                                                                          |
| Солом'яні дзвони                                                              | Юрій Іллєнко                                               | 1987      | Київська кіностудія художніх фільмів ім. О. П. Довженка                                                                          |
| Філер                                                                         | Роман Балаян                                               | 1987      | Київська кіностудія художніх фільмів ім. О. П. Довженка                                                                          |
| Циганка Аза                                                                   | Григорій Кохан                                             | 1987      | Київська кіностудія художніх фільмів ім. О. П. Довженка                                                                          |
| Автопортрет невідомого                                                        | В'ячеслав Криштофович                                      | 1988      | Київська кіностудія художніх фільмів ім. О. П. Довженка                                                                          |
| Бич Божий                                                                     | Олег Фіалко                                                | 1988      | Київська кіностудія художніх фільмів ім. О. П. Довженка                                                                          |
| Брате, знайди брата!                                                          | Сільвія Сергейчикова                                       | 1988      | Київська кіностудія художніх фільмів ім. О. П. Довженка                                                                          |
| Вершина Візбора                                                               | Микола Малецький                                           | 1988      | Київська кіностудія художніх фільмів ім. О. П. Довженка                                                                          |
| Генеральна репетиція                                                          | Віктор Жилко                                               | 1988      | Київська кіностудія художніх фільмів ім. О. П. Довженка                                                                          |
| Грішник                                                                       | Володимир Попков                                           | 1988      | Київська кіностудія художніх фільмів ім. О. П. Довженка                                                                          |
| Дама з папугою                                                                | Андрій Праченко                                            | 1988      | Київська кіностудія художніх фільмів ім. О. П. Довженка                                                                          |
| Дорога до пекла/ Дорога в ад                                                  | Микола Засєєв-Руденко                                      | 1988      | Київська кіностудія художніх фільмів ім. О. П. Довженка                                                                          |
| Загибель богів / Гибель богов                                                 | Андрій Дончик                                              | 1988      | Київська кіностудія художніх фільмів ім. О. П. Довженка/ ТО Дебют                                                                |
| Земляки / Земляки                                                             | Борис Савченко                                             | 1988      | Київська кіностудія художніх фільмів ім. О. П. Довженка                                                                          |
| Зона                                                                          | Микола Мащенко, Сурен Шахбазян                             | 1988      | Київська кіностудія художніх фільмів ім. О. П. Довженка                                                                          |
| Кордон на замку                                                               | Сергій Лисенко                                             | 1988      | Київська кіностудія художніх фільмів ім. О. П. Довженка/ ТО Дебют                                                                |
| Любов до ближнього                                                            | Микола Рашеєв                                              | 1988      | Київська кіностудія художніх фільмів ім. О. П. Довженка                                                                          |
| Нові пригоди янкі при дворі короля Артура                                     | Віктор Гресь                                               | 1988      | Київська кіностудія художніх фільмів ім. О. П. Довженка                                                                          |
| Ордань                                                                        | Олександр Ігнатуша                                         | 1988      | Київська кіностудія художніх фільмів ім. О. П. Довженка/ ТО Дебют                                                                |
| Передай далі... / Передай дальше                                              | Вадим Іллєнко                                              | 1988      | Київська кіностудія художніх фільмів ім. О. П. Довженка                                                                          |
| Поклик родинного томління                                                     | Валерій Сивак                                              | 1988      | Київська кіностудія художніх фільмів ім. О. П. Довженка/ ТО Дебют                                                                |
| Галявина казок                                                                | Леонід Горовець                                            | 1988      | Київська кіностудія художніх фільмів ім. О. П. Довженка                                                                          |
| Помилуй та вибач/ Помилуй и прости                                            | Олександр Муратов                                          | 1988      | Київська кіностудія художніх фільмів ім. О. П. Довженка                                                                          |
| Поріг                                                                         | Роллан Сергієнко                                           | 1988      | Київська кіностудія художніх фільмів ім. О. П. Довженка                                                                          |
| Робота над помилками                                                          | Андрій Бенкендорф                                          | 1988      | Київська кіностудія художніх фільмів ім. О. П. Довженка                                                                          |
| Фантастична історія                                                           | Микола Ільїнський                                          | 1988      | Київська кіностудія художніх фільмів ім. О. П. Довженка                                                                          |
| В далеку путь                                                                 | Олесь Янчук                                                | 1989      | Київська кіностудія художніх фільмів ім. О. П. Довженка                                                                          |
| Відвідування                                                                  | Валерій Ткачов                                             | 1989      | Київська кіностудія художніх фільмів ім. О. П. Довженка                                                                          |
| Друге «Я»                                                                     | Віктор Бажай                                               | 1989      | Київська кіностудія художніх фільмів ім. О. П. Довженка                                                                          |
| Етюди про Врубеля                                                             | Леонід Осика                                               | 1989      | Київська кіностудія художніх фільмів ім. О. П. Довженка                                                                          |
| Зелений вогонь кози                                                           | Анатолій Матешко                                           | 1989      | Київська кіностудія художніх фільмів ім. О. П. Довженка                                                                          |
| Камінна душа                                                                  | Станіслав Клименко                                         | 1989      | Київська кіностудія художніх фільмів ім. О. П. Довженка                                                                          |
| Лебедине озеро. Зона                                                          | Юрій Іллєнко                                               | 1989      | Київська кіностудія художніх фільмів ім. О. П. Довженка                                                                          |
| Савраска                                                                      | В. Волошин                                                 | 1989      | Київська кіностудія художніх фільмів ім. О. П. Довженка                                                                          |
| Важко бути богом                                                              | Петер Фляйшман                                             | 1989      | Київська кіностудія художніх фільмів ім. О. П. Довженка                                                                          |
| Балаган                                                                       | Андрій Бенкендорф                                          | 1990      | Київська кіностудія художніх фільмів ім. О. П. Довженка                                                                          |
| Відьма                                                                        | Галина Шигаєва                                             | 1990      | Київська кіностудія художніх фільмів ім. О. П. Довженка                                                                          |
| Увійди в кожен будинок                                                        | Василь Ілляшенко                                           | 1990      | Київська кіностудія художніх фільмів ім. О. П. Довженка                                                                          |
| Дикий пляж                                                                    | Наталія Киракозова                                         | 1990      | Київська кіностудія художніх фільмів ім. О. П. Довженка                                                                          |
| Допінг для янголів                                                            | Володимир Попков                                           | 1990      | Київська кіностудія художніх фільмів ім. О. П. Довженка                                                                          |
| Зброя Зевса                                                                   | Микола Засєєв-Руденко                                      | 1990      | Київська кіностудія художніх фільмів ім. О. П. Довженка                                                                          |
| Івін А.                                                                       | Ігор Черницький                                            | 1990      | Київська кіностудія художніх фільмів ім. О. П. Довженка                                                                          |
| Імітатор                                                                      | Олег Фіалко                                                | 1990      | Київська кіностудія художніх фільмів ім. О. П. Довженка                                                                          |
| Луна/ Місяць                                                                  | Олексій Левченко                                           | 1990      | Київська кіностудія художніх фільмів ім. О. П. Довженка/ ТО Дебют                                                                |
| Мої люди                                                                      | Олег Гойда                                                 | 1990      | Київська кіностудія художніх фільмів ім. О. П. Довженка                                                                          |
| Небилиці про Івана                                                            | Борис Івченко                                              | 1990      | Київська кіностудія художніх фільмів ім. О. П. Довженка                                                                          |
| Нині прослався син людський                                                   | Артур Войтецький                                           | 1990      | Київська кіностудія художніх фільмів ім. О. П. Довженка                                                                          |
| Панове, врятуймо місяць!                                                      | Дмитро Томашпольський                                      | 1990      | Київська кіностудія художніх фільмів ім. О. П. Довженка/ Дебют                                                                   |
| Повернення в Зурбаган                                                         | Олег Гойда                                                 | 1990      | Київська кіностудія художніх фільмів ім. О. П. Довженка                                                                          |
| Погань                                                                        | Анатолій Іванов                                            | 1990      | Київська кіностудія художніх фільмів ім. О. П. Довженка                                                                          |
| Посилка для Марґарет Тетчер                                                   | Вадим Кастеллі                                             | 1990      | Київська кіностудія художніх фільмів ім. О. П. Довженка                                                                          |
| Провінційний анекдот/ Провинциальный анекдот                                  | Наталія Киракозова                                         | 1990      | Київська кіностудія художніх фільмів ім. О. П. Довженка                                                                          |
| Псалом                                                                        | Артур Гураль                                               | 1990      | Київська кіностудія художніх фільмів ім. О. П. Довженка                                                                          |
| Розпад                                                                        | Михайло Бєліков                                            | 1990      | Київська кіностудія художніх фільмів ім. О. П. Довженка                                                                          |
| Рябий пес, що біжить краєм моря/ Пегий пес, бегущий краем моря                | Карен Геворкян                                             | 1990      | Київська кіностудія художніх фільмів ім. О. П. Довженка / Альянс фільмопродукціон / Регіна / Циглер фільмопродукціон / ЦАф       |
| Українська вендета                                                            | Володимир Крайнєв                                          | 1990      | Київська кіностудія художніх фільмів ім. О. П. Довженка                                                                          |
| Ха-бі-аси                                                                     | Анатолій Матешко                                           | 1990      | Київська кіностудія художніх фільмів ім. О. П. Довженка                                                                          |
| Яма                                                                           | Світлана Ільїнська                                         | 1990      | Київська кіностудія художніх фільмів ім. О. П. Довженка                                                                          |
| Афганець                                                                      | Володимир Мазур                                            | 1991      | Національна кіностудія художніх фільмів ім. О. П. Довженка                                                                       |
| Бухта смерті/ Бухта смерти                                                    | Григорій Кохан, Тимофій Левчук                             | 1991      | Національна кіностудія художніх фільмів ім. О. П. Довженка & ТХО «Скифы»                                                         |
| Голод — 33                                                                    | Олесь Янчук                                                | 1991      | Національна кіностудія художніх фільмів ім. О. П. Довженка                                                                       |
| Жінка для всіх                                                                | Анатолій Матешко                                           | 1991      | Національна кіностудія художніх фільмів ім. О. П. Довженка                                                                       |
| Із житія Остапа Вишні                                                         | Ярослав Ланчак                                             | 1991      | Національна кіностудія художніх фільмів ім. О. П. Довженка, ТВО Союзтелефільм (Росія) (телефільм)                                |
| Меланхолійний вальс                                                           | Борис Савченко                                             | 1991      | Національна кіностудія художніх фільмів ім. О. П. Довженка/ТО «Луч»                                                              |
| Ніагара                                                                       | Олександр Візірь                                           | 1991      | Національна кіностудія художніх фільмів ім. О. П. Довженка                                                                       |
| Ніч у маю                                                                     | Юрій Ткаченко                                              | 1991      | Національна кіностудія художніх фільмів ім. О. П. Довженка/ Укрімпекс/ Укрвідеоцентр (Україна)/ Тріголд продакшнз (інк) (Канада) |
| Оберіг                                                                        | Микола Рашеєв                                              | 1991      | Національна кіностудія художніх фільмів ім. О. П. Довженка                                                                       |
| Особиста зброя                                                                | Анатолій Буковський                                        | 1991      | Національна кіностудія художніх фільмів ім. О. П. Довженка                                                                       |
| Охоронець                                                                     | Анатолій Іванов                                            | 1991      | Національна кіностудія художніх фільмів ім. О. П. Довженка (Україна) /ВТО Піраміда менатеп (Росія)                               |
| Подарунок на іменини                                                          | Леонід Осика                                               | 1991      | Національна кіностудія художніх фільмів ім. О. П. Довженка                                                                       |
| Тримайся, козаче!                                                             | Віктор Семанів                                             | 1991      | Національна кіностудія художніх фільмів ім. О. П. Довженка                                                                       |

### 1992—2019
| Назва                                                                | Режисер                           | Рік  | Назва кіностудії |
| -------------------------------------------------------------------- | --------------------------------- | ---- | --- |
| Вінчання зі смертю                                                   | Микола Мащенко                    | 1992 | Національна кіностудія художніх фільмів ім. О. П. Довженка                                                                            |
| Господи, прости нас грішних!/ Господи, прости нас грешных!           | Артур Войтецький                  | 1992 | Національна кіностудія художніх фільмів ім. О. П. Довженка                                                                            |
| Гра всерйоз                                                          | Анатолій Іванов                   | 1992 | Національна кіностудія художніх фільмів ім. О. П. Довженка                                                                            |
| Градус чорного Місяця                                                | Наталія Кіракозова                | 1992 | Національна кіностудія художніх фільмів ім. О. П. Довженка/ ТО Дебют                                                                  |
| Для домашнього огнища                                                | Борис Савченко                    | 1992 | Національна кіностудія художніх фільмів ім. О. П. Довженка                                                                            |
| Дорога нікуди                                                        | Олександр Муратов                 | 1992 | Національна кіностудія художніх фільмів ім. О. П. Довженка                                                                            |
| Загальна картина була красива                                        | Євген Солнцев                     | 1992 | Національна кіностудія художніх фільмів ім. О. П. Довженка/ ТО Дебют                                                                  |
| Зірка шерифа                                                         | Микола Літус                      | 1992 | Національна кіностудія художніх фільмів ім. О. П. Довженка                                                                            |
| Мелодрама із замахом на вбивство/ Мелодрама с покушением на убийство | Микола Малецький                  | 1992 | Національна кіностудія художніх фільмів ім. О. П. Довженка                                                                            |
| Постріл у труні                                                      | Микола Засєєв-Руденко             | 1992 | Національна кіностудія художніх фільмів ім. О. П. Довженка                                                                            |
| Тарас Шевченко. Заповіт                                              | Станіслав Клименко                | 1992 | Національна кіностудія художніх фільмів ім. О. П. Довженка                                                                            |
| Цвітіння кульбаби                                                    | Олександр Ігнатуша                | 1992 | Національна кіностудія художніх фільмів ім. О. П. Довженка                                                                            |
| Ціна голови                                                          | Микола Ільїнський                 | 1992 | Національна кіностудія художніх фільмів ім. О. П. Довженка/ НВО Скіф (Москва) (Росія)                                                 |
| Браві хлопці                                                         | Микола Засєєв-Руденко             | 1993 | Національна кіностудія художніх фільмів ім. О. П. Довженка                                                                            |
| Війна (На західному напрямку)                                        | Григорій Кохан, Тимофій Левчук    | 1993 | Національна кіностудія художніх фільмів ім. О. П. Довженка, ТО Луч                                                                    |
| Вперед, за скарбами гетьмана!                                        | Вадим Кастеллі                    | 1993 | Національна кіностудія художніх фільмів ім. О. П. Довженка/ ВТО Фест-Земля                                                            |
| Гетьманські клейноди                                                 | Леонід Осика                      | 1993 | Національна кіностудія художніх фільмів ім. О. П. Довженка                                                                            |
| Грішниця в масці                                                     | Світлана Ільїнська                | 1993 | Національна кіностудія художніх фільмів ім. О. П. Довженка                                                                            |
| Єлисейські поля                                                      | Олексій Левченко                  | 1993 | Національна кіностудія художніх фільмів ім. О. П. Довженка/ Студія Ч                                                                  |
| Заручники страху                                                     | Олександр Візир                   | 1993 | Національна кіностудія художніх фільмів ім. О. П. Довженка/ Студія Ч                                                                  |
| Золото партії                                                        | Анатолій Іванов                   | 1993 | Національна кіностудія художніх фільмів ім. О. П. Довженка/ Імпекс група Лімітед Компані Корпорейшн                                   |
| Кобзар                                                               | Микола Мащенко                    | 1993 | Національна кіностудія художніх фільмів ім. О. П. Довженка                                                                            |
| Обітниця                                                             | Василь Ілляшенко                  | 1993 | Національна кіностудія художніх фільмів ім. О. П. Довженка/ Кіностудія XXI вік                                                        |
| Серця трьох                                                          | Володимир Попков                  | 1993 | Національна кіностудія художніх фільмів ім. О. П. Довженка                                                                            |
| Спосіб вбивства                                                      | Олег Гойда                        | 1993 | Національна кіностудія художніх фільмів ім. О. П. Довженка/ Студія Ч                                                                  |
| Стамбульський транзит                                                | Григорій Кохан                    | 1993 | Національна кіностудія художніх фільмів ім. О. П. Довженка                                                                            |
| Фучжоу (Очікуючи вантаж на рейді Фучжоу біля пагоди)                 | Михайло Іллєнко                   | 1993 | Національна кіностудія художніх фільмів ім. О. П. Довженка                                                                            |
| Геть сором!                                                          | Олександр Муратов                 | 1994 | Національна кіностудія художніх фільмів ім. О. П. Довженка                                                                            |
| Декілька любовних історій/ Несколько любовных историй                | Андрій Бенкендорф                 | 1994 | Національна кіностудія художніх фільмів ім. О. П. Довженка                                                                            |
| Записки кирпатого Мефістофеля                                        | Юрій Ляшенко                      | 1994 | Національна кіностудія художніх фільмів ім. О. П. Довженка                                                                            |
| П'єта                                                                | Микола Мащенко                    | 1994 | Національна кіностудія художніх фільмів ім. О. П. Довженка                                                                            |
| Притча про светлицу (Притча)                                         | Василь Ілляшенко                  | 1994 | Національна кіностудія художніх фільмів ім. О. П. Довженка                                                                            |
| Співачка Жозефіна й Мишачий Народ                                    | Сергій Маслобойщиков              | 1994 | Національна кіностудія художніх фільмів ім. О. П. Довженка                                                                            |
| Шамара                                                               | Наталія Андрійченко               | 1994 | Національна кіностудія художніх фільмів ім. О. П. Довженка                                                                            |
| Геллі і Нок                                                          | Вадим Іллєнко                     | 1995 | Національна кіностудія художніх фільмів ім. О. П. Довженка                                                                            |
| Двійник                                                              | Олексій Майстренко, Артур Гураль  | 1995 | Національна кіностудія художніх фільмів ім. О. П. Довженка/ США                                                                       |
| Дорога на Січ                                                        | Сергій Омельчук                   | 1995 | Національна кіностудія художніх фільмів ім. О. П. Довженка                                                                            |
| Жах та й годі                                                        | Віктор Приходько                  | 1995 | Національна кіностудія художніх фільмів ім. О. П. Довженка/ ТО Дебют                                                                  |
| Москаль-чарівник                                                     | Микола Засєєв-Руденко             | 1995 | Національна кіностудія художніх фільмів ім. О. П. Довженка                                                                            |
| Обережно! Червона ртуть                                              | Анатолій Іванов                   | 1995 | Національна кіностудія художніх фільмів ім. О. П. Довженка                                                                            |
| Репортаж                                                             | Володимир Балкашинов              | 1995 | Національна кіностудія художніх фільмів ім. О. П. Довженка/ Студія Панорама                                                           |
| Вальдшнепи                                                           | Олександр Муратов                 | 1996 | Національна кіностудія художніх фільмів ім. О. П. Довженка                                                                            |
| Страчені світанки                                                    | Григорій Кохан                    | 1996 | Національна кіностудія художніх фільмів ім. О. П. Довженка                                                                            |
| Приятель небіжчика                                                   | В'ячеслав Криштофович             | 1997 | Національна кіностудія художніх фільмів ім. О. П. Довженка                                                                            |
| Святе сімейство                                                      | Михайло Бєліков                   | 1997 | Національна кіностудія художніх фільмів ім. О. П. Довженка                                                                            |
| Сьомий маршрут                                                       | Михайло Іллєнко                   | 1997 | Національна кіностудія художніх фільмів ім. О. П. Довженка                                                                            |
| Хіппініада або материк кохання                                       | Андрій Бенкендорф                 | 1997 | Національна кіностудія художніх фільмів ім. О. П. Довженка                                                                            |
| Іван Миколайчук. Посвята                                             | Анатолій Сирих                    | 1998 | Національна кіностудія художніх фільмів ім. О. П. Довженка /Талісман                                                                  |
| Тупик / Глухий кут                                                   | Григорій Кохан                    | 1998 | Національна кіностудія художніх фільмів ім. О. П. Довженка                                                                            |
| Аве Марія                                                            | Людмила Ефименко (Терзиева)       | 1999 | Національна кіностудія художніх фільмів ім. О. П. Довженка                                                                            |
| Поет і княжна                                                        | Станіслав Клименко                | 1999 | Національна кіностудія художніх фільмів ім. О. П. Довженка                                                                            |
| Прощай, Дніпро!                                                      | Олександр Муратов                 | 1999 | Національна кіностудія художніх фільмів ім. О. П. Довженка                                                                            |
| Мийники автомобілів                                                  | Володимир Тихий                   | 2000 | Національна кіностудія художніх фільмів ім. О. П. Довженка                                                                            |
| Чорна рада                                                           | Микола Засєєв-Руденко             | 2000 | Національна кіностудія художніх фільмів ім. О. П. Довженка                                                                            |
| Молитва за гетьмана Мазепу                                           | Юрій Іллєнко                      | 2002 | Національна кіностудія художніх фільмів ім. О. П. Довженка                                                                            |
| Шум вітру                                                            | Сергій Маслобойщиков              | 2002 | Національна кіностудія художніх фільмів ім. О. П. Довженка                                                                            |
| Мамай                                                                | Олесь Санін                       | 2003 | Національна кіностудія художніх фільмів ім. О. П. Довженка/ Творче об'єднання Земля/ Західно-Європейський інститут/ Кіностудія Фрески |
| Три мушкетери                                                        | Тіна Баркалай                     | 2004 | Національна кіностудія художніх фільмів ім. О. П. Довженка                                                                            |
| Братство                                                             | Станіслав Клименко                | 2005 | Національна кіностудія художніх фільмів ім. О. П. Довженка/ ВТ Просвіта                                                               |
| Вбивство у зимовій Ялті                                              | Олександр Муратов                 | 2006 | Національна кіностудія художніх фільмів ім. О. П. Довженка                                                                            |
| Запорожець за Дунаєм                                                 | Микола Засєєв-Руденко             | 2007 | Національна кіностудія художніх фільмів ім. О. П. Довженка                                                                            |
| Корольов                                                             | Юрій Кара                         | 2007 | Національна кіностудія художніх фільмів ім. О. П. Довженка (Україна)/ Мастер (Росія)                                                  |
| Богдан-Зиновій Хмельницький                                          | Микола Мащенко                    | 2008 | Національна кіностудія художніх фільмів ім. О. П. Довженка                                                                            |
| Богородиця під вікном (Сповідь)                                      | Василь Ілляшенко                  | 2008 | Національна кіностудія художніх фільмів ім. О. П. Довженка                                                                            |
| Закон                                                                | Віталій Потрух                    | 2008 | Національна кіностудія художніх фільмів ім. О. П. Довженка                                                                            |
| Довженко починається або Сашко-реформатор                            | Василь Домбровський               | 2008 | Національна кіностудія художніх фільмів ім. О. П. Довженка                                                                            |
| Владика Андрей                                                       | Олесь Янчук                       | 2008 | Національна кіностудія художніх фільмів ім. О. П. Довженка                                                                            |
| День переможених                                                     | Валерій Ямбурський                | 2009 | Національна кіностудія художніх фільмів ім. О. П. Довженка                                                                            |
| Хай Бог розсудить їх...                                              | Євген Хворостянко                 | 2009 | Національна кіностудія художніх фільмів ім. О. П. Довженка                                                                            |
| Одного разу я прокинусь                                              | Марина Кондрат'єва                | 2009 | Національна кіностудія художніх фільмів ім. О. П. Довженка                                                                            |
| Кумські байки (телесеріал)                                           | Віктор Андрієнко, Ігор Письменний | 2011 | Продюсерський центр «АВРОРА», Національна кіностудія художніх фільмів ім. О. П. Довженка                                              |
| Гайдамака                                                            | Роман Синчук                      | 2012 | Національна кіностудія художніх фільмів ім. О. П. Довженка                                                                            |
| Метелик                                                              | Максим Буйницький                 | 2012 | Національна кіностудія художніх фільмів ім. О. П. Довженка                                                                            |
| Fata morgana                                                         | О.Бортняк                         | 2012 | Національна кіностудія художніх фільмів ім. О. П. Довженка                                                                            |
| Мамо, я льотчика люблю                                               | Олександр Ігнатуша                | 2012 | Національна кіностудія художніх фільмів ім. О. П. Довженка                                                                            |
| Красна Маланка                                                       | Дмитро Сухолиткий-Собчук          | 2013 | Національна кіностудія художніх фільмів ім. О. П. Довженка                                                                            |
| Такі красиві люди                                                    | Дмитро Мойсеєв                    | 2013 | Національна кіностудія художніх фільмів ім. О. П. Довженка                                                                            |
| Крапка в кінці роману                                                | Андрій Макарченко                 | 2013 | Національна кіностудія художніх фільмів ім. О. П. Довженка                                                                            |
| Загублене місто                                                      | Віталій Потрух                    | 2015 | Національна кіностудія художніх фільмів ім. О. П. Довженка                                                                            |
| Казка про гроші                                                      | Олеся Моргунець-Ісаєнко           | 2017 | Національна кіностудія художніх фільмів ім. О. П. Довженка                                                                            |
| Таємний щоденник Симона Петлюри                                      | Олесь Янчук                       | 2018 | Національна кіностудія художніх фільмів ім. О. П. Довженка                                                                            |